# Guerra civil de El Salvador
Se conoce comúnmente como guerra civil o conflicto armado interno de El Salvador al conflicto bélico interno ocurrido en el país centroamericano, en el que la Fuerza Armada de El Salvador (FAES) se enfrentó a las fuerzas insurgentes del Frente Farabundo Martí para la Liberación Nacional (FMLN). El conflicto armado nunca fue declarado en forma oficial, pero se considera usualmente que se desarrolló entre 1979 y 1992, aunque el país vivió un ambiente de crisis política y social durante la década de 1970.
El número de víctimas de esta confrontación armada ha sido calculado en 75 000 muertos y 15 000 desaparecidos. El conflicto armado concluyó, después de un proceso de diálogo entre las partes, con la firma de los Acuerdos de Paz de Chapultepec, que permitió la desmovilización de las fuerzas rebeldes y su incorporación a la vida política del país.
No obstante, El Salvador ya había sufrido anteriormente, al menos una guerra civil, entre 1826 y 1829, cuando formaba parte de la República Federal de Centroamérica.

## Antecedentes

### La continua crisis política
Desde la independencia de España en 1821, el país vivió continuas crisis políticas. En las dos décadas que siguieron a este hecho, El Salvador intentó establecer una federación con las demás naciones centroamericanas. Tras el fracaso del proyecto federal, El Salvador promulgó su primera Constitución como estado unitario en 1841.

En los años siguientes, el país vivió en un estado de constante inestabilidad política, debido a la pugna entre liberales y conservadores. El triunfo definitivo de los primeros, en 1871, propició una sucesión de gobiernos dirigidos por terratenientes, la «República Cafetalera». Durante esta época, en 1881 y 1882, el presidente Rafael Zaldívar decretó la abolición de la propiedad comunal y el ejido. Algunos historiadores consideran que esta medida contribuyó a crear una concentración en la tenencia de la tierra, una de las causas de la guerra civil en el siglo XX. Sin embargo la situación del país reflejaba contradicciones y complejidad; posteriormente al asesinato del Dr. Manuel Enrique Araujo en 1913, sigue un modelo de dictadura civil y modernizante, para impulsar la exportación del café, crear infraestructura pública, así como un Estado con rasgos de autoritarismo. La Dinastía Meléndez Quiñonez que duraría hasta 1927, propiciaría contradicciones internas que estallarían en 1932, con la diferencia que el mando en el gobierno sería asumido por el estamento militar hasta finales de los años setenta.

Familia Salvadoreña Campesina.

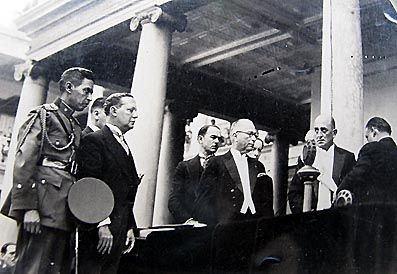
Arturo Araujo toma posesión como presidente de El Salvador el 1 de marzo de 1931. Esta sería la primera elección democrática en El Salvador desde la Independencia de la Corona Española en 1821 dando así también el fin de la República Cafetalera en El Salvador en el que los terratenientes ya no ocuparían los cargos en la presidencia de la república dando así el inicio del militarismo.

Ante la grave situación económica que vivía el país por la caída de los precios del café, el gobierno de Arturo Araujo entró en crisis y fue derrocado por un grupo de militares, el 2 de diciembre de 1931. Estos entregaron el poder al general Maximiliano Hernández Martínez quien era el vicepresidente constitucional del gobierno, dando inicio a un período de gobiernos autoritarios controlados por la Fuerza Armada y apoyados por los terratenientes cafetaleros. Entre los candidatos se encontraban el Ing. Arturo Araujo que fungia como Ingeniero e Historiador Realizó sus estudios en Reino Unido ahí aprendió más sobre el Partido Laborista Británico y sobre su ideología fue así que creó un partido similar con el mismo nombre donde competiría para las elecciones, el segundo candidato fue el Dr. Alberto Gómez Zarate que fungía como ministro de Guerra durante la administración de Pío Romero Bosque, el tercer candidato era El Dr. Miguel Tomás Molina que se consideraba opositor a la Dinastía Meléndez-Quiñonez, el cuarto candidato era el Dr. Enrique Córdova quien ocupó varios cargos públicos durante la Dinastía Meléndez-Quiñonez y el quinto candidato era Antonio Claramount Lucero que fungía como militar en la Fuerza Armada de El Salvador, Maximiliano Hernández Martínez también presentó una candidatura de facto con el Partido Nacional Republicano pero luego se convertiría en designado presidencial de Arturo Araujo. Tras la Crisis Económica de 1929, muchos campesinos se manifestaron con los altos precios que lidiaba el café y los bajos salarios lo cual afectaría la economía tanto de los terratenientes como de los campesinos debido a la escasez del café, y a la inflación, es por esto que Arturo Araujo crearía una reforma agraria para poder hacer una repartición de tierras, este sería una de los motivos para el levantamiento campesino, Sin Embargo tras la incapacidad de lidiar con dicha crisis y las manifestaciones, el 2 de diciembre del mismo año se daría un golpe de Estado perpetrado por la oligarquía cafetalera con Maximiliano Hernández Martínez a su favor, fue así que el golpe se produjo, Araujo se exiliaría a Guatemala y regresaría después a El Salvador donde fallecería unos años más tarde, tras esto se crearía el Directorio Cívico dando el poder a Maximiliano Hernández Martínez reemplazando a Arturo Araujo, Martínez fungía como Vicepresidente y ministro de Guerra de la República.
Desde 1931 hasta 1979, los gobiernos autoritarios de este régimen militar-oligárquico emplearon una política que combinaba la represión política y las reformas limitadas para mantenerse en el poder.

### Los gobiernos militares
En diciembre de 1931, el general Maximiliano Hernández Martínez se convirtió en Presidente de El Salvador, después del derrocamiento del gobernante civil, Arturo Araujo. Con el general Hernández Martínez se inició una sucesión de gobiernos militares que habrían de regir el país hasta 1979.

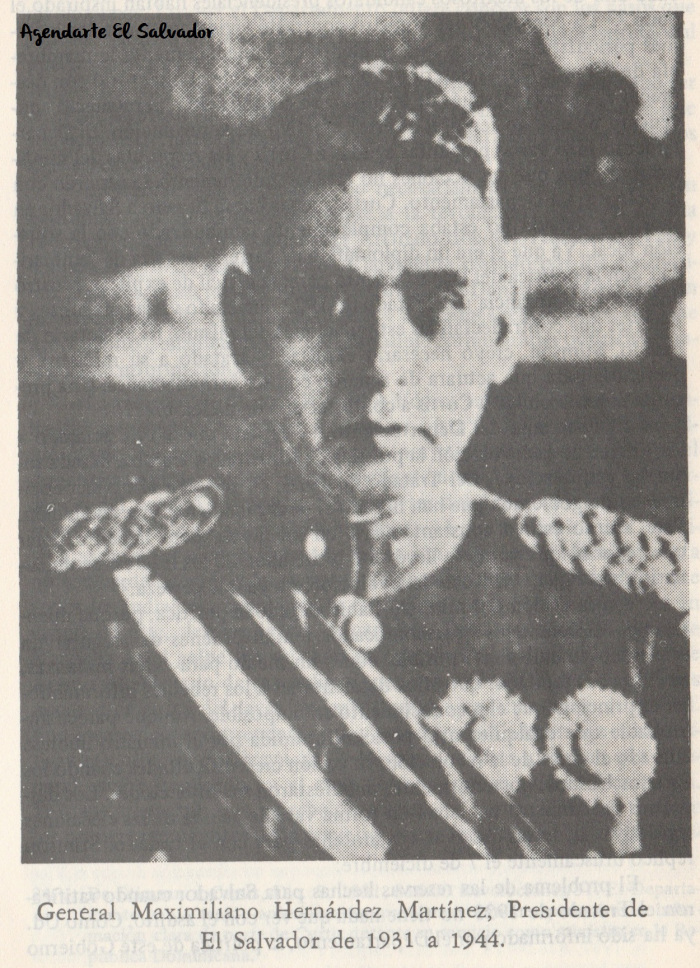
Brigadier Hernández Martínez El régimen de Martínez constituyó el control inicial de la nación por los militares y el origen de la alianza entre los militares y los terratenientes que dominarían la política en esa nación por muchas décadas. El levantamiento campesino fracasado también polarizó su nación entre las clases superiores e inferiores. Estos legados iban a seguir afectando El Salvador durante varias décadas después de que Martínez abandonara el poder

La concentración de la tierra en pocas manos y las enormes desigualdades sociales generaron un levantamiento campesino e indígena en 1932, que fue brutalmente reprimido, con cerca de 30.000 muertos. El régimen de Martínez se consolidó después de contener la rebelión, manteniéndose en el poder hasta  1944. Durante El Plano temporal histórico de la dictadura del General Maximiliano Hernández Martínez, trágicamente célebre por haber ordenado el etnocidio de más de 25 mil indígenas en enero de 1932, El Salvador, de 1931 a 1979, estuvo gobernado por militares y su economía se basó en el monocultivo del café, lo que denota el sometimiento del campesino a un sistema de producción impuesto por el corvo y el fusil, por lo que no había manera ni más sentido lógico de expresión ante los jefes o capataces para alguien que estuvo sometido a los talleres de línea y condiciones de trabajo cercanas a la esclavitud. Por ello es considerado por los historiadores como un ejemplo alegórico de la gran destrucción para el cumplimiento de los Derechos Humanos en aquella época. El “Martinato” consolidó a los gobiernos militares lo cual deribo a casi 5 décadas de gobiernos militares el capítulo más largo del control Militar en la historia de El Salvador. 

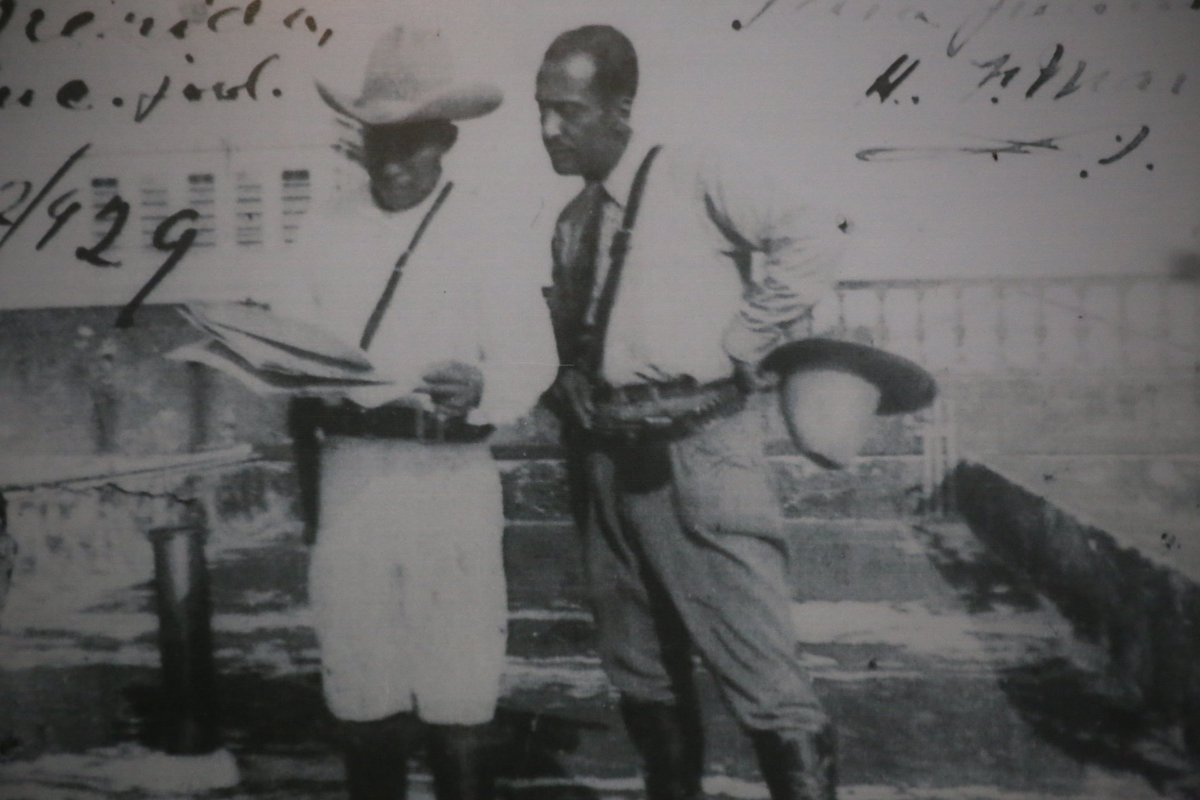
Después de varios levantamientos campesinos y obreros en el país contra los gobiernos antidemocráticos, muchas veces bajo el control de los intereses de poderosas empresas estadounidenses como la United Fruit Company. Con la aparición de figuras como Farabundo Martí que lideraron estas revueltas sociales y fueron violentamente aplastadas, los esfuerzos por tomar el poder democráticamente a menudo se vieron frustrados por la intervención de Estados Unidos. Las próximas decadas se extendió con gobiernos respaldados por Estados Unidos en El Salvador enfrentando guerrillas.

Tras la muerte del dictador, se le dio su nombre a una brigada de exterminio anticomunista, que funcionó como escuadrón de la muerte. Con su mandato, se iniciaron más de cinco décadas de gobiernos militares que desembocarían, entre otras cosas, en una guerra civil. El control del general comenzó a vacilar en 1939, cuando se inició el proceso de industrialización: los desequilibrios y agitaciones sociales resultantes obligaron a Martínez a abandonar la escena, en 1944. La junta de Gobierno Encabezada por el General Andrés Ignacio Melendez  trunco las perpectivas democratizadoras abiertas por la caída de Hernadez Martínez Durante su mandato, Sin embargo puso su voluntad al servicio de una apertura democrática de régimen. A la postre resultó insuperable, fue el obstruccionismo de aquellos grupos de poder y de los militares, decididamente opuestos a la instauración de un régimen democrático.
El 21 de octubre de 1944 un grupo de militares comandado por el director general de la Policía Nacional (PN), coronel Osmín Aguirre y Salinas, se hizo con el poder: Menéndez fue obligado a renunciar y los miembros de la Asamblea Legislativa fueron convocados al antiguo Cuartel El Zapote para presenciar la instauración de Aguirre como presidente provisional. Se inauguraba así una modalidad de «juego electoral» en el que la oposición política carecía de posibilidades reales de acceso al poder, ya que el partido en el gobierno utilizaría los recursos del Estado para asegurar el triunfo del candidato oficial (por lo general un militar), quien, a su vez, sería el candidato de la oligarquía.
Aguirre y Salinas Reinstaurando el régimen dictatorial, el coronel Osmín Aguirre y Salinas, director general de la Policía Nacional, desbancó a Menéndez y se erigió en presidente provisorio hasta la proclamación de Salvador Castañeda Castro, cuatro meses más tarde. trató de controlar a los grupos opositores, que tenían por principales figuras a Miguel Tomás Molina y Arturo Romero, quienes dieron vida al «romerismo», un movimiento de lucha por las libertades cívicas que aglutinó a los grupos opositores al militarismo más relevantes. Además, Aguirre y Salinas hizo todo para controlar al movimiento sindical nucleado en la Unión Nacional de Trabajadores (UNT). En diciembre de 1944 aplastó una revuelta en el barrio San Miguelito y repelió una invasión lanzada por la oposición desde Guatemala. Después de gobernar con mano dura durante casi cinco meses convocó a elecciones presidenciales, asegurándose la victoria del candidato de la élite cafetalera, el general Salvador Castro. Le sucedió el general Salvador Castaneda Castro y después El 14 de diciembre de 1948 se produjo un golpe de Estado de los "militares jóvenes" contra el presidente Salvador Castaneda Castro. Osorio, a la postre con el grado de mayor, se encontraba como agregado en la misión diplomática de El Salvador en México, y fue llamado para liderar el gobierno provisional denominado Consejo de Gobierno Revolucionario, formado también por el mayor Óscar Bolaños y por los civiles Reynaldo Galindo Pohl y Heriberto Costa.
Óscar Osorio en 1948. Este último fue elegido para el cargo de Presidente de la República en 1950; a pesar de su elección democrática y su cauteloso programa de reformas, dirigió el país de manera dictatorial. Oscar Osorio: primer presidente democrático-burgués de El Salvador (1950-56), su mandato estuvo marcado, por un lado, por la diversificación económica y la reforma que permitió el triunfo de la clase capitalista sobre la oligarquía semifeudal y feudal. Fue el período de rápida modernización industrial y expansión como vehículo político. Tales anuncios de oficiales militares para cargos políticos Por otro lado, bajo Osorio la situación económica y política del sector rural recordaba la inmutabilidad, y el gobierno era ferozmente anticomunista y no mostraba tolerancia hacia la indiferencia. Al final de su mandato, Osorio había establecido un historial de represión de sindicalistas y de arrestos, torturas, exilios y asesinatos de disidentes.

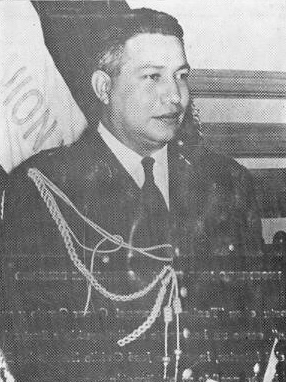
Coronel Óscar Osorio Presidente Constitucional de El Salvador; desde el 14 de septiembre de 1950 hasta el 14 de septiembre de 1956.. Como presidente, lanzó lo que Charles Anderson denominó la "revolución controlada", es decir, una estrategia en la que el gobierno buscaría satisfacer las crecientes demandas de cambio de la clase media mediante la promulgación de un programa moderado de reformas socioeconómicas sin perturbar gravemente la estructura social y económica existente.

 Con Osorio no sólo comenzó el auge de la producción algodonera. El nuevo presidente se esforzó por hacer del aparato estatal el promotor del crecimiento, lo cual quedó plasmado y legitimado en la Constitución de 1950 en la que se justifica el nuevo papel interventor del Estado. Influido por la constitución mexicana de 1917, el texto constitucional de 1950 prescribe lo siguiente: a) un intervencionismo estatal orientado a asegurar a todos los habitantes de El Salvador una existencia digna de un ser humano; b) garantizar la propiedad privada en función social; c) restringir la libertad económica en aquello que se oponga al interés social; y e) regular con carácter tutelar las relaciones entre el capital y el trabajo. En este último punto establece, entre otras cosas, la limitación de la jornada laboral, la asociación sindical, la contratación colectiva y el salario mínimo. Dentro de un proyecto de modernización del Estado, Osorio promovió una de las políticas culturales más ambiciosas en la historia de El Salvador. Para citar un ejemplo, a través del Departamento Editorial del Ministerio de Cultura (posteriormente Dirección de Publicaciones del Ministerio de Educación), bajo la enérgica dirección del escritor Ricardo Trigueros de León se desarrolló una labor editorial de gran alcance, la cual constituyó, a la vez, un paso decisivo en sentar las bases del canon de la literatura salvadoreña.
De forma paralela, tuvo lugar un proceso que había de afectar el desarrollo de la literatura; el auge y la universalización de la industria de la cultura. Hacia 1950 resultaba bastante claro que los medios de difusión masiva estaban desplazando a las bellas artes y a la cultura popular tradicional como generadores de referentes imaginarios de la población. Ante esa situación la literatura fue quedando relegada a una incómoda marginalidad. Esta debilidad hizo del trabajo artístico un fácil rehén del régimen militar, cada vez más deslegitimado por la corrupción y la ausencia de libertades políticas. Dejó la dirección en 1956 a José María Lemus, El presidente José María Lemus profundizó en la vía reformista de su antecesor, aunque a la potreros acabara reprimiendo los movimientos populares que él mismo había estimulado.  derrocado en 1960 por un golpe de Estado que favoreció la formación de una junta militar. En la década de 1950, los gobiernos de los coroneles Óscar Osorio y José María Lemus, impulsaron algunas reformas sociales pero mantuvieron un fuerte control de la oposición. Fue elegido presidente en las elecciones de 1956, en las que se presentó como candidato único. No pudo continuar las políticas de moderada reforma social de su antecesor Óscar Osorio, por la reducción de los ingresos gubernamentales ante la caída de los precios del café, lo que generó malestar y protestas populares. Su gobierno, de carácter liberal, permitió el regreso de exiliados y la liberación de numerosos presos políticos, su carácter humanitario, demócrata y solidario le permitieron desarrollar importantes obras para el país, principalmente en infraestructura y obras comunitarias y religiosas.
El presidente José María Lemus profundizó en la vía reformista de su antecesor, aunque a la potestad acabaría reprimiendo los movimientos populares que él mismo había estimulado. Fue derrocado el 26 de octubre de 1960 antes de terminar el período constitucional de 6 años, para el que había sido elegido, de acuerdo a la constitución de 1950. José María Lemus, teniente coronel y Presidente de la República desde septiembre de 1956 hasta su derrocamiento en octubre de 1960, en el llamado “Madrugón De Los Compadres”. Un período de disturbios civiles contra el gobierno de Lemus, con manifestaciones estudiantiles que exigían su renuncia y el establecimiento de un sistema verdaderamente democrático en El Salvador. Las manifestaciones se inspiraron en Fidel Castro y la Revolución cubana. Los principales contribuyentes fueron una economía en decadencia causada por los menores precios de exportación del café y el algodón y una legislación electoral represiva. En respuesta, el presidente Lemus dio marcha atrás en sus políticas reformistas iniciales de amnistía general para los disidentes políticos y abolición de las políticas represivas de los regímenes anteriores. Además, revirtió sus políticas al restablecer leyes autoritarias como la prohibición de la libertad de expresión y reunión y la detención arbitraria de opositores políticos.
Reconociendo la situación insostenible y la pérdida de control del presidente Lemus, los militares dieron un golpe incruento y lo depusieron el 26 de octubre de 1960. La junta militar de transición que tomó el poder poco después, que recibió el nombre de Junta de Gobierno, proclamó la continuidad del uso de la Constitución de 1950 y prometió elecciones.   A pesar de la oposición inicial del Departamento de Defensa (DoD) de los Estados Unidos y la preocupación de la comunidad de inteligencia estadounidense, Estados Unidos extendió su reconocimiento al gobierno provisional.
Tres meses después, el 25 de enero de 1961, un contragolpe liderado por oficiales conservadores depuso a la Junta de Gobierno y estableció una nueva junta militar denominada Directorio Cívico-Militar. La ley marcial se impuso temporalmente desde el 25 de enero hasta el 30 de enero. Finalmente, se celebraron elecciones en diciembre de ese año y se eligió un presidente provisional el 8 de enero de 1962.

#### Guerra de la Legitima Defensa

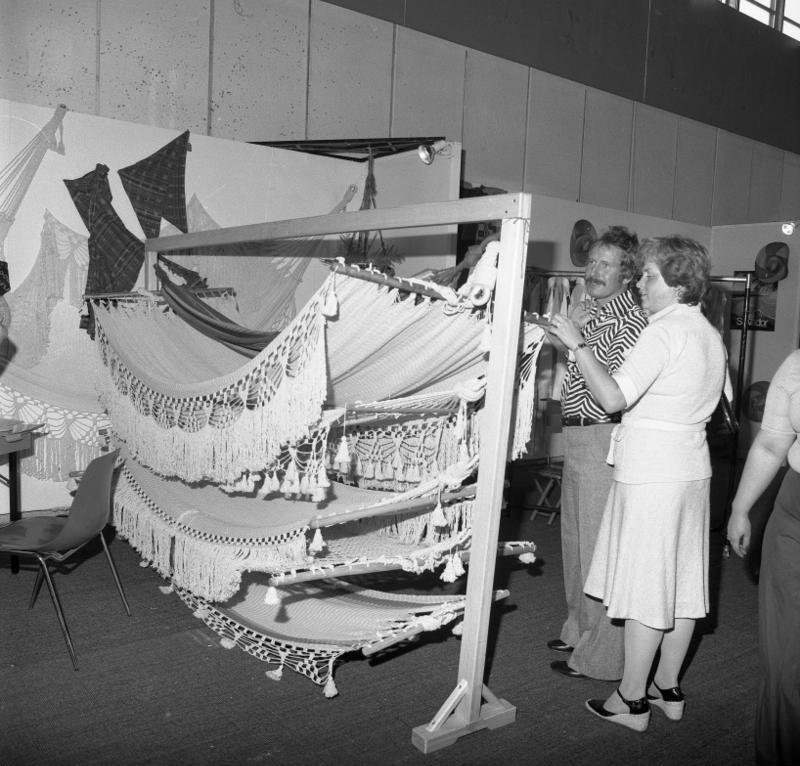
En tema económico, El Salvador logró estabilidad y reconocimiento en los años 50, cuando llegó a ser el país más industrializado de la región y el tercer mayor exportador de café del mundo. No obstante, la época vivió mucha desigualdad social y autoritarismo. En 1970, después de la guerra contra Honduras, la situación en El Salvador se agudizó profundamente.

La guerra de las Cien Horas o mal llamada «guerra del Fútbol » con Honduras 1969, provocó el regreso en masa de miles de salvadoreños establecidos en el país vecino, lo que hizo aumentar las tensiones sociales. El refuerzo del papel político de los militares en El Salvador, en las elecciones legislativas que siguieron, la mayoría de los candidatos del Partido de Conciliación Nacional (PCN) de El Salvador, en esa fecha en el gobierno, salidos del Ejército, hicieron una enorme apología de su papel en el conflicto y, por consiguiente, resultaron victoriosos en las elecciones de diputados y alcaldes.
El agravamiento de la situación social en El Salvador, producto de las deportaciones desde Honduras, ya que el gobierno tuvo que facilitar a estas personas la reinserción económica, lo que no logró satisfacer (sigue siendo la zona más pobre de El Salvador). Aumentó la presión social que derivó en la posterior guerra civil salvadoreña. En 1948 los militares salvadoreños intentaron impulsar un nuevo modelo de dominación política y económica basado en una combinación de reformas socioeconómicas, la modernización estatal y el uso discrecional de la coacción. Sin embargo ese modelo sufría de una debilidad fundamental. Se basaba en el convencimiento de que el café tenía una importancia primordial y que debía evitarse que la actividad del sector cafetalero se viese afectada por cualquier reforma que pudiera alterar el precario equilibrio de un país con muy poco territorio, una economía emergente y una población que crecía con gran rapidez. Los militares no cayeron en la cuenta de que la operación del sector cafetalero no estaba indisolublemente ligada a los sectores de poder económico por una especie de hechizo histórico irrompible. Desde 1948 hasta 1979 los militares fueron incapaces de comprender que las necesidades sociales, políticas y económicas del país no se agotaban con las reformas estructurales, sino que requerían también de una apertura política que sólo podía hacerse efectiva con el apoyo del estamento militar. No fueron capaces de valorar adecuadamente el poder político y económico de los grupos productores y exportadores de café, a partir del cual éstos podían impedir cualquier tipo de reforma.  Los militares pudieron haber jugado un papel crucial en este proceso, tal y como lo hicieron en otros países de América Latina, pero en El Salvador no lo llevaron a cabo. En cambio, durante las tres décadas siguientes controlaronla sociedad sin llegar a dominarla por completo. No lograron convertirse en el verdadero conductor nacional que reemplazase a la oligarquía tradicional. Perdieron varias oportunidades de formar coaliciones con otros sectores importantes y dinámicos, a la vez que impidieron que fueran otros quienes las formasen. La pretensión de los militares de propiciar una cierta industrialización, así como una legislación que protegiera mínimamente los derechos de los trabajadores —el reformismo militar— dejó intacta a la sociedad salvadoreña. Los cambios ocurridos no fueron planeados y, en la mayoría de los casos, ni siquiera previstos. Los gobiernos militares no fueron oligárquicos, aunque a la postre resultaron beneficiosos para la oligarquía. Se trató en todos los casos de dictaduras que nunca permitieron prosperar a las instituciones republicanas, ni siquiera que operasen durante algún tiempo. Su legado histórico ha sido, entre otros, un déficit de institucionalidad que la sociedad salvadoreña todavía debe compensar.

### Los años 1970
Durante la década de 1970, El Salvador se transformó progresivamente en un hervidero social. La falta de libertades, la abismal brecha entre ricos y pobres (el 10 % de la población disfrutaba del 80 % de las riquezas del país), sumados a la creciente tensión internacional entre occidente y el bloque comunista, contribuían a caldear el país.
En 1977, surgieron las Fuerzas Populares de Liberación Farabundo Martí (FPL), una escisión del Partido Comunista Salvadoreño (fundado en 1930). En febrero de 1971, el «Grupo», una organización formada por estudiantes universitarios, (antecedente del Ejército Revolucionario del Pueblo, ERP) secuestró y dio muerte al empresario Ernesto Regalado Dueñas, en la primera acción armada de un grupo de izquierda revolucionaria. En las elecciones del 20 de febrero de 1972, la oposición civil conformó la coalición denominada Unión Nacional Opositora (UNO) que presentó como candidato presidencial, al exalcalde de San Salvador, José Napoleón Duarte. Después de los comicios, el Consejo Central de Elecciones, declaró ganador al candidato oficial, Coronel Arturo Armando Molina. La UNO realizó denuncias reiteradas sobre un fraude electoral de grandes proporciones:

Estudios hechos con posterioridad han mostrado que de forma fraudulenta el Consejo Central de Elecciones suspendió el conteo y finalmente declaró que el coronel Molina había obtenido la mayoría sobre la UNO.

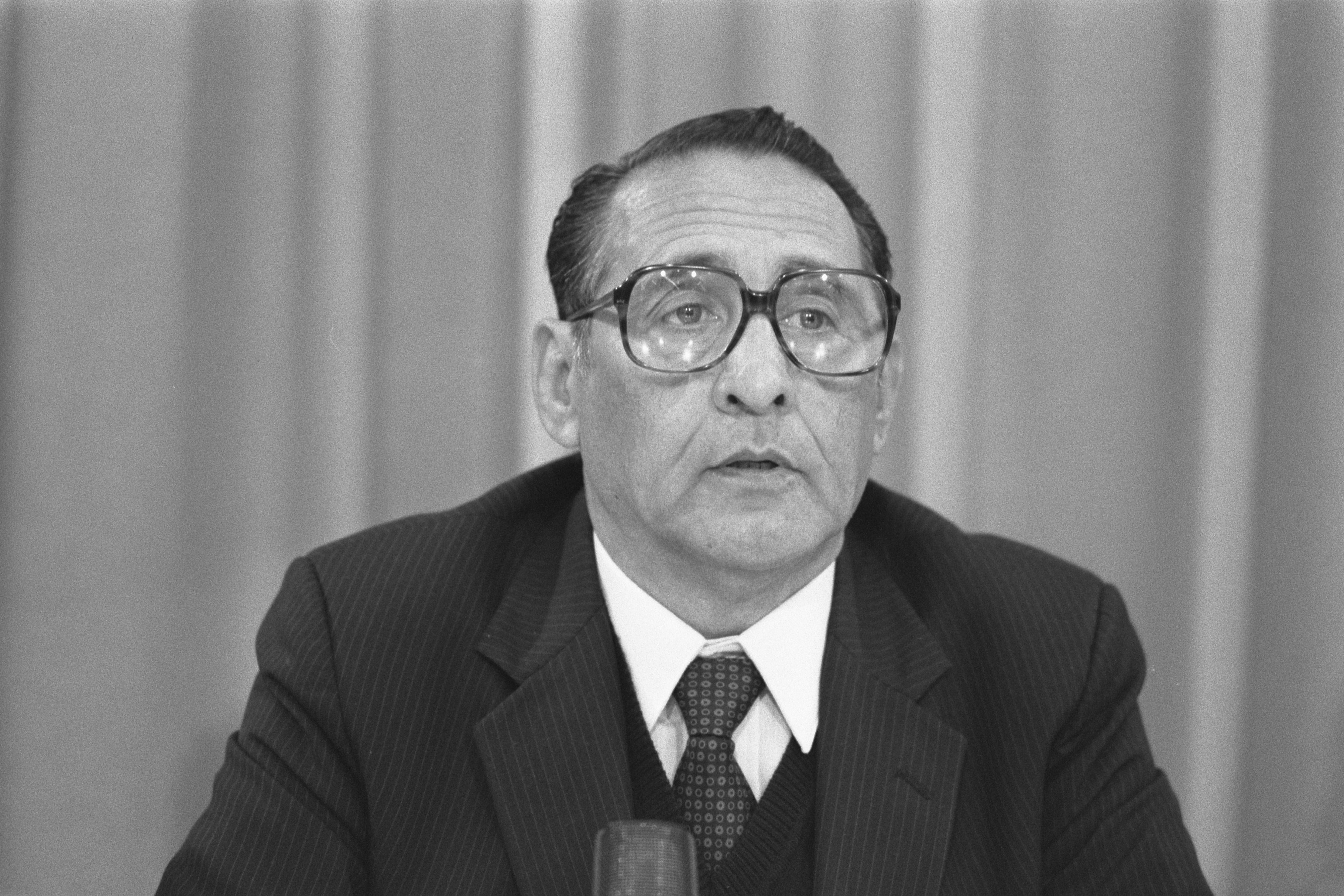
En 1972, Duarte aparentemente fue engañado con su voto mayoritario. El 25 de marzo de 1972, fue arrestado y torturado, perdiendo tres dedos, acusado de traición y condenado a muerte. Bajo presión internacional, el defraudador electoral Arturo Armando Molina le prometió el exilio e hizo deportar a Duarte a Venezuela.

El 25 de marzo de 1972, en protesta por el fraude, un grupo de jóvenes militares trató fallidamente de dar un golpe de Estado. El fracaso de la oposición electoral contribuyó a acelerar el proceso de radicalización social y a engrosar las filas de las recientemente fundadas organizaciones guerrilleras. En febrero de 1977, en un nuevo proceso electoral calificado como fraudulento fue elegido presidente el general Carlos Humberto Romero.El general Romero asumió la presidencia el 1 de julio de 1977. Respondió a las denuncias de la oposición por «fraude electoral» con la declaración de estado de sitio durante treinta días y puso en marcha un gobierno rígidamente conservador. La violencia gubernamental (terrorismo de Estado) fue una constante durante el tiempo que fungió en la presidencia. Durante el régimen del Gen. Carlos Humberto Romero, el gobierno dependía en gran medida de ORDEN para reprimir la oposición en las zonas rurales. La Comisión Interamericana de Derechos Humanos de la OEA emitió un informe que indicaba que ORDEN estaba aterrorizando a los campesinos de todo el país como parte de la política general de represión de los militares, y que ORDEN estaba involucrada en una serie de ejecuciones extrajudiciales y actos de tortura. Además, un informe de marzo de 1980 de Amnistía Internacional a la Comisión Interamericana contenía siete páginas de incidentes en los que el ejército, las fuerzas de seguridad o el ORDEN eran responsables de matar a civiles desarmados. Hubo informes a finales de la década de 1970 de que el ORDEN y las fuerzas de la Guardia Nacional mataron a los opositores civiles del gobierno con machetes, a veces cortándolos brutalmente hasta la muerte y dejándolos a la luz como advertencia a otros activistas. El país enfrentó una creciente agitación política y social, donde Hubo manifestaciones y protestas contra el gobierno de Romero, y la represión de la oposición y los movimientos sociales aumentó. dicha situación se volvió cada vez más tensa y violenta, lo que llevó al país a una profunda crisis política. Las diferentes fuerzas policiales, militares y paramilitares gubernamentales impulsaron una campaña de sangrienta represión hacia los grupos de izquierda que acabó con la vida de 4 sacerdotes católicos y numerosos dirigentes y militantes de las organizaciones obreras y campesinas. Alineado con el ala de agroexportación del PCN, Romero puso fin al leve reformismo del Julio A Rivera. Las administraciones de Rivera, Fidel Sánchez Hernández y Arturo Armando Molina (1960-1977), galvanizando así a la guerrilla y a las organizaciones populares urbanas en la acción masiva. En respuesta a los llamamientos de los grupos empresariales y de agroexportación para frenar la agitación, las políticas represivas de Romero alienaron tanto a la Iglesia Católica Romana (produciendo la llamada guerra de los Romeros, una referencia a la lucha entre el presidente Romero y Oscar Arnulfo Romero, arzobispo de El Salvador. Quien abogaba por un respeto a los Derechos Humanos y el diálogo; que fue asesinado por un escuadrón de la muerte de derecha en 1980) como a la administración Jimmy Carter (1977-1981). Con la aprobación tácita de los Estados Unidos, fue derrocado por un grupo de oficiales progresistas el 15 de octubre de 1979 y se exilió en Guatemala.

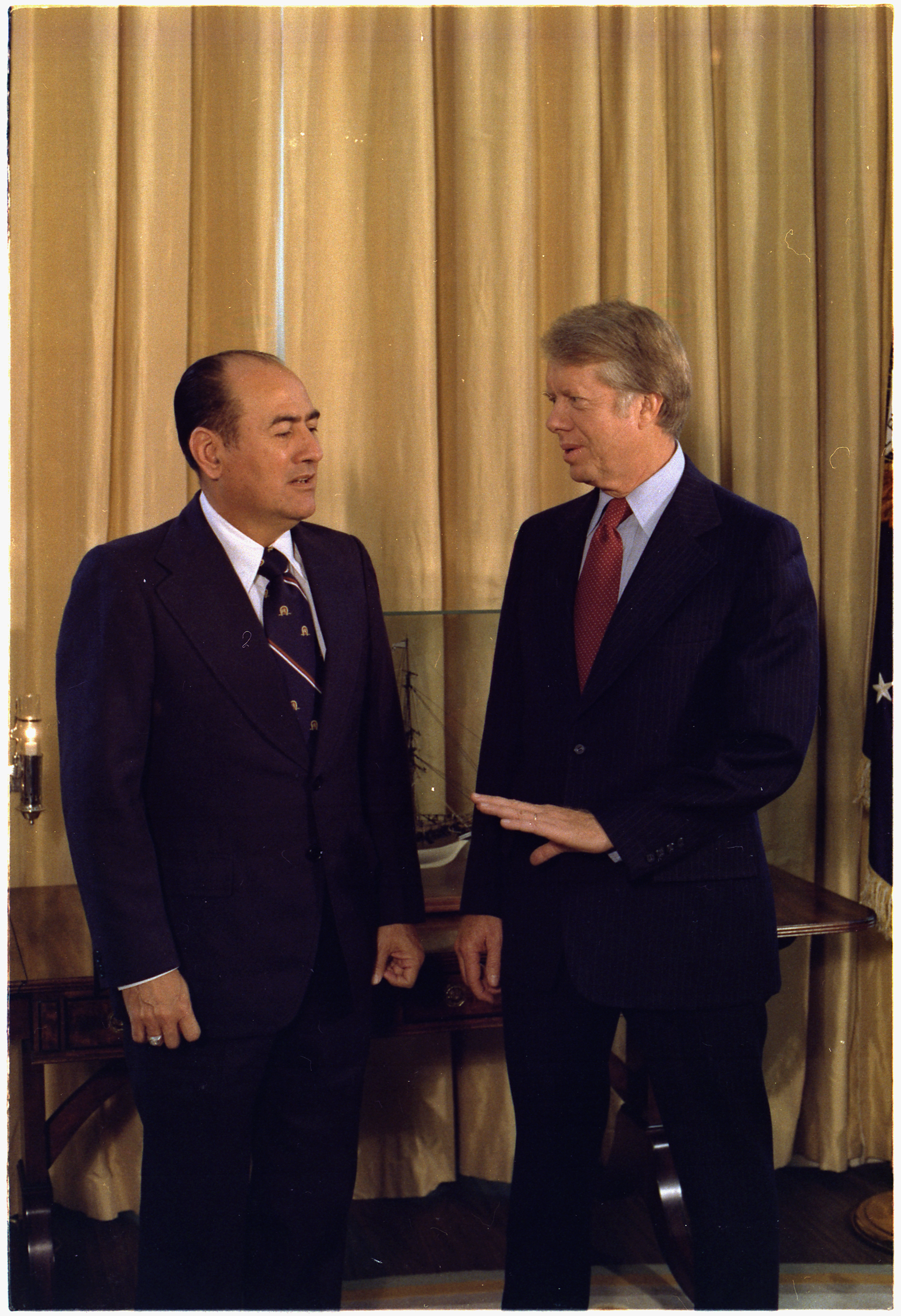
Carlos Romero con el presidente de los Estados Unidos Jimmy Carter, 8 de septiembre de 1977.

En 1975 se constituyeron las Fuerzas Armadas de la Resistencia Nacional (FARN), como escisión del ERP y en 1976 surgió el Partido Revolucionario de los Trabajadores Centroamericanos. Estos grupos armados mantuvieron una relación de cooperación con las organizaciones obreras, campesinas y estudiantiles (los llamados frentes de masas). Para financiarse, los nacientes grupos guerrilleros recurrieron a los secuestros de empresarios y funcionarios públicos como los de Roberto Poma (secuestrado por el ERP) y Mauricio Borgonovo Pohl (secuestrado por las FPL), ambos acontecidos en 1977. El gobierno de Molina Molina asumió la presidencia de El Salvador en un momento de desafíos políticos, sociales y económicos. Su mandato estuvo marcado por la lucha contra la insurgencia de movimientos sociales que buscaban reformas en un país marcado por la desigualdad económica y la inestabilidad política, las cuales ha provocado las manifestaciones de un grupo de estudiantiles de la Universidad de El Salvador provocándose así la Masacre estudiantil perpetrada por las Fuerzas Armadas, Durante su presidencia Molina enfrentó una serie de desafíos que incluyen la gestión de la violencia política, la revitalización de la economía y la promoción de la reconciliación nacional. En su intento por abordar estos desafíos, Molina implementó una serie de políticas destinadas a fortalecer las instituciones gubernamentales, desde posturas anticomunistas, mejorar la seguridad ciudadana y fomentar el desarrollo económico. Su enfoque pragmático y su compromiso con la estabilidad política le valieron el apoyo de ciertos sectores de la sociedad salvadoreña, mientras que generaron críticas por parte de otros que lo acusaban de autoritarismo y violaciones a los derechos humanos.

La presidencia de Molina estuvo marcada por momentos de tensión y controversia. Su gobierno fue objeto de críticas tanto a nivel nacional como internacional por su manejo de los derechos humanos y por su supuesta represión a la oposición política y a los movimientos sociales, Molina fue tachado por los medios de comunicación como un dictador, Estas críticas, junto con la persistente violencia política y la falta de avances significativos en la agenda de reformas sociales, generaron divisiones y tensiones dentro de la sociedad salvadoreña. Su sucesor el general Romero asumió la presidencia el 1 de julio de 1977. La llegada al poder del general significó el establecimiento de un proyecto puramente represivo, abandonando ya todo intento reformista. Para la derecha salvadoreña ha sido considerado como el presidente del último período de prosperidad económica de El Salvador, ya que era de los mejores países de Centroamérica en cuanto a crecimiento económico, el cual fue mermado debido a la actividad paramilitar de organizaciones de la sociedad civil organizada relacionadas con el socialismo. En 1979 tras dos años de gobierno un grupo de militares derrocarían al General Carlos Humberto Romero debido a la crisis política y social que enfrentaba al país también se cree que por la corrupción, escándalos dados en su gobierno, altos precios en el café y a las constantes manifestaciones, actos vandálicos producidos por los grupos guerrilleros que ya estaban a punto de iniciar la guerra civil, como la toma de las principales arterias de la capital, autobuses calcinados y secuestros de muchos alcaldes y empresarios, tras su incapacidad de tomar el orden en la capital en octubre de 1979 daría fin al último gobierno de conciliación acabando con 19 años de gobiernos del PCN y el fin la dictadura militar impuesta desde 1931 con el General Maximliano Hernández Martínez tras esto sería impuesta una Junta Revolucionaria de Gobierno y el retorno de los civiles al poder, posteriormente enfrentó acusaciones de corrupción y violaciones a los derechos humanos durante su gobierno. Sin embargo, Romero nunca fue juzgado ni condenado por estos cargos. A fines de los años setenta los grupos paramilitares sumaban unos 100 000 miembros armados. Hubo asesinatos selectivos de maestros, dirigentes campesinos y sindicales y estudiantes universitarios y represión de manifestaciones públicas, como la disolución de una marcha estudiantil el 30 de julio de 1975 y la llamada matanza de las gradas de Catedral 

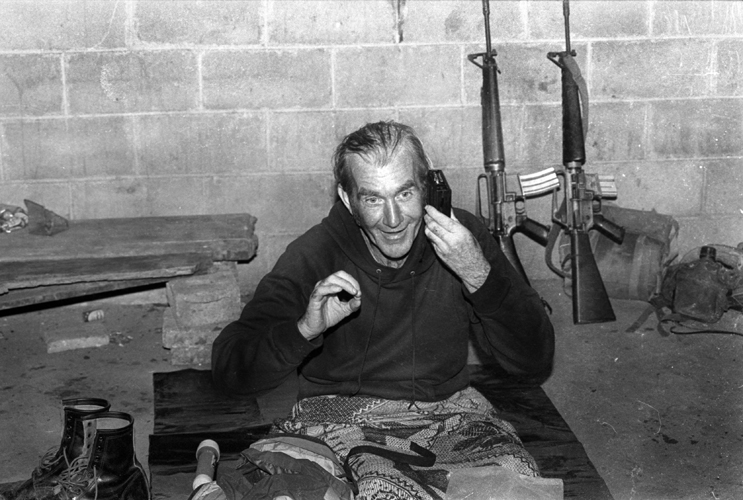
Rogelio Ponselle, sacerdote guerillero de las ERP, desde los años 70. En El Salvador surgió un movimiento de cristianos que volcaron su quehacer hacia posiciones progresistas, lo que dio surgimiento a la denominada Teología de la liberación.

 el 8 de mayo de 1979. Los trabajos académicos sobre la Iglesia católica en El Salvador antes de la guerra civil han identificado al arzobispo Romero con lo que la antropóloga Anna Peterson llama el “catolicismo progresista”, que surgió de las iniciativas pastorales y teológicas posteriores al Concilio Vaticano II y a la reunión de Medellín, y que alentó el predecesor de Romero, Luis Chávez y González. Inicialmente, Romero no mostró afinidad con este catolicismo progresista en sus años como obispo auxiliar de San Salvador (1970-1974) o como obispo de Santiago de María (1974-1977). Sin embargo, como ha argumentado la obra de Zacarías Díez y Juan Macho, en este último período se inició un proceso de transformación que, con la elevación de Romero al arzobispado y el asesinato de Rutilio Grande, lo convirtió en el principal impulsor y defensor de una iglesia que había empezado a experimentar la peor parte de la violencia represiva.
Teológicamente, los opositores del Arzobispo Romero eran, a excepción de Monseñor Rivera Damas, los demás miembros de la Conferencia Episcopal de El Salvador (CEDES) y las organizaciones católicas de derecha, no aquellos que abrazaban la teología de la liberación. Aunque la politóloga Tommie Sue Montgomery identifica un ala más radical del clero, Romero sigue identificado dentro de un espectro de la teología de la liberación.
Contrariamente a este consenso académico general, el historiador italiano Roberto Morozzo della Rocca ha argumentado que Romero se mantuvo apartado de la teología de la liberación a lo largo de su vida y desaprobaba de dicha corriente. Refiriéndose a las declaraciones críticas que Romero hizo a principios de 1970 con respecto a la teología de la liberación, Morozzo demuestra que ciertas posturas se mantuvieron consistentes a partir de ese período: Romero advertía contra la reducción de la fe a la política, condenaba la violencia insurreccional, e identificaba como insuficientes las metas meramente materiales o históricas para la liberación humana. Desde este punto de vista, Romero pudo haber sido paciente y cortés con quienes estaban comprometidos con las ideas de la teología de la liberación, pero nunca compartió su visión. En El Salvador, la teología de la liberación se ha identificado más visiblemente con los jesuitas Jon Sobrino y el fallecido Ignacio Ellacuría, a quienes Romero consultaba por sus conocimientos de teología. Sin embargo, el trabajo de estos teólogos de la liberación profesionales es sólo parte de un tejido mucho más amplio. La teología de la liberación en El Salvador incluye el trabajo pastoral de religiosas y de sacerdotes como David Rodríguez, Inocencio Alas, Rutilio Grande, Noemí Ortiz, Alfonso Navarro, Silvia Arriola, Rogelio Ponseele, Miguel Ventura y muchos otros. Era elemento central en los Centros de Formación, como Los Naranjos y El Castaño. Inspiró el ejemplo valiente de mujeres y hombres en las correspondientes comunidades eclesiales de base y sus delegados de la palabra, muchos de los cuales, al igual que Romero, pagaron por su fe con el precio de su propia sangre. A lo largo de las décadas de 1960 y 1970, los guerrilleros de izquierda y los escuadrones de la muerte paramilitares de derecha se involucraron en una espiral mortal de violencia política. El 15 de octubre de 1979, un grupo de oficiales moderados derrocó al dictador Carlos Humberto Romero y formó la Junta del Gobierno Revolucionario (JRG). En enero de 1980, estalló la violencia de la derecha contra el JRG, incluyendo atentados contra periódicos del gobierno, secuestros y asesinatos. Todos los líderes civiles del JRG renunciaron. Al mismo tiempo, los EE. UU. El Departamento de Estado recibió advertencias de que los escuadrones de la muerte de derecha se estaban aliando con el ejército contra el gobierno". En octubre de 1984, la embajada de los Estados Unidos en San Salvador señaló que Duarte y el PDC "[simbolizan] el cambio en El Salvador hacia la democracia liberal, tal como se concibe en los Estados Unidos y Europa Occidental, más claramente" que cualquier otra persona y cualquier otro partido político en El Salvador. La embajada de los Estados Unidos también describió al PDC como "ligeramente socialista". Richard A. Haggerty, editor de la Biblioteca del Congreso, describió al PDC como un partido político "moderado" y como "más liberal" que otros partidos demócrata-cristianos en América Latina y Europa Occidental. Lo colocó en el centro-izquierda del espectro político. El coronel retirado del ejército estadounidense Brian J. Bosch describió al PDC de principios de la guerra civil como "no radical" y "ligeramente de centro-izquierda".

Durante los años 1960 y 1970, el partido utilizó palabras como "revolución" y "revolucionario" para describir sus políticas. Estos términos le recordaban a la derecha política salvadoreña a Fidel Castro, y como tal, la derecha veía al PDC como "peligrosamente de izquierda". Durante la guerra civil, ARENA alegó que el PDC tenía simpatías comunistas. El propio D'Aubuisson se refirió peyorativamente al PDC como el "Partido de la Sandía", ya que el color oficial del partido era el verde y alegaron que el apoyo de Duarte a los grupos de izquierda durante la década de 1970 implicaba la continuidad de las ideologías comunistas ("verde [...] por fuera, pero rojo por dentro"). A su vez, el PDC se refirió peyorativamente a ARENA como el "Partido Nazi-Fascista". Las mujeres participaron en la guerra como guerrilleras, activistas y la reconstrucción de la posguerra.

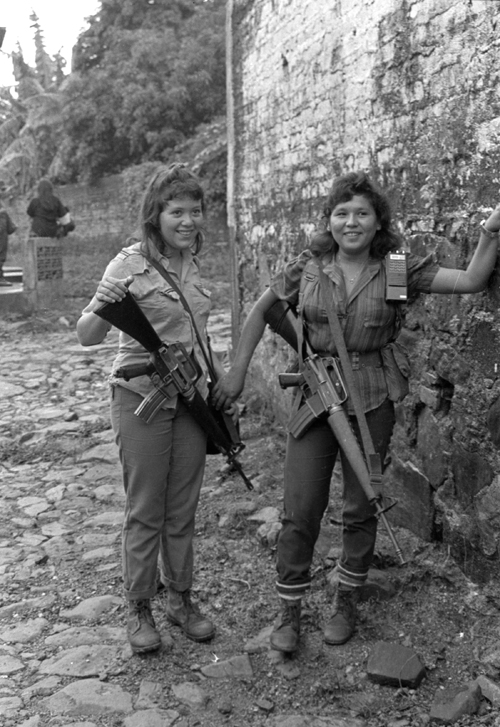
Guerrilleras (ERP-FMLN) Perquín (Circa 1990)

 También estuvieron muy involucrados en ONG. Algunas ONG fueron fundadas y dirigidas por mujeres, como COMADRES. la  Dr. María Julia Hernández  Directora de la Oficina de Tutela Legal del Arzobispado, cargo que desempeñó hasta su muerte. Marianella García Villas  presidenta de la Comisión Independiente de Derechos Humanos de El Salvador (CDHES). A los 34 años de edad, fue torturada y asesinada por las fuerzas Armadas del gobierno, mientras documentaba violaciones a los Derechos Humanos;  Entre muchas otras Organizaciones fueron vistas como una amenaza para los militares, ya que estas organizaciones a menudo hablaban y protestaban contra la violencia y las injusticias que se inculcaban en sus comunidades.

## Contendientes

### Gobierno de El Salvador y Fuerza Armada

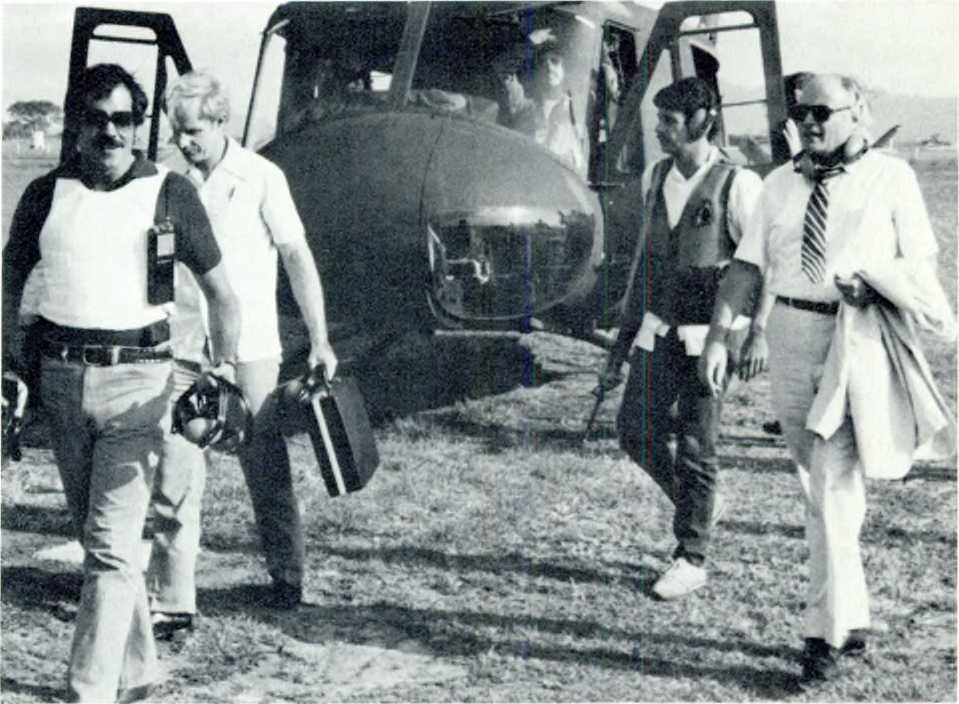
Los agentes de seguridad del Departamento de Estado Armado acompañan al embajador de los Estados Unidos Deane Hinton en El Salvador alrededor de 1982.

Los principales combatientes estaban formados por: la Fuerza Armada de El Salvador (FAES), que estaba respaldada por el gobierno de los Estados Unidos, Taiwán e Israel, esta institución es el brazo armado oficial del gobierno de El Salvador, la cual durante ese periodo se encontraba   subordinada al Ministerio de Defensa y Seguridad Pública. La FAES se encontraba organizada de la siguiente manera:
Ejército Salvadoreño
Fuerza Aérea Salvadoreña
Fuerza Naval
Policía Nacional
Policía de Hacienda
Guardia Nacional

Entrenamiento de un soldado de El Salvador por un sargento estadounidense de las fuerzas especiales durante la guerra civil. Su arma es un M16A1 fusil de asalto.

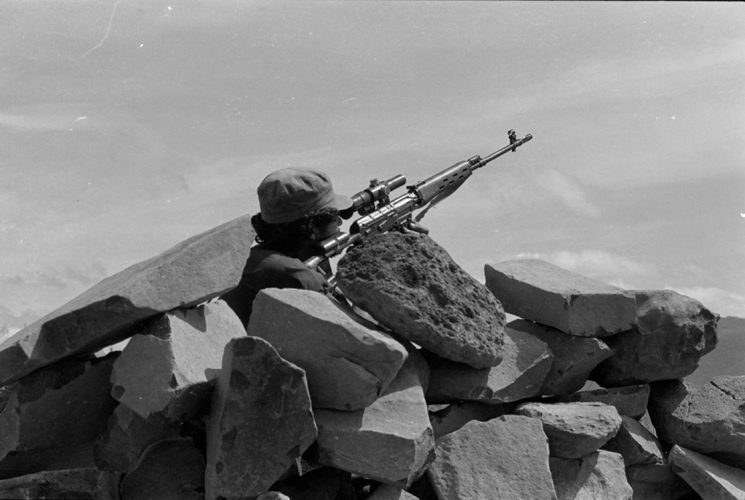
Francotirador del FMLN en Perquín, en el Oriente de la nación, en marzo de 1985. La región oriental de El Salvador fue la más sangrienta de la guerra civil.

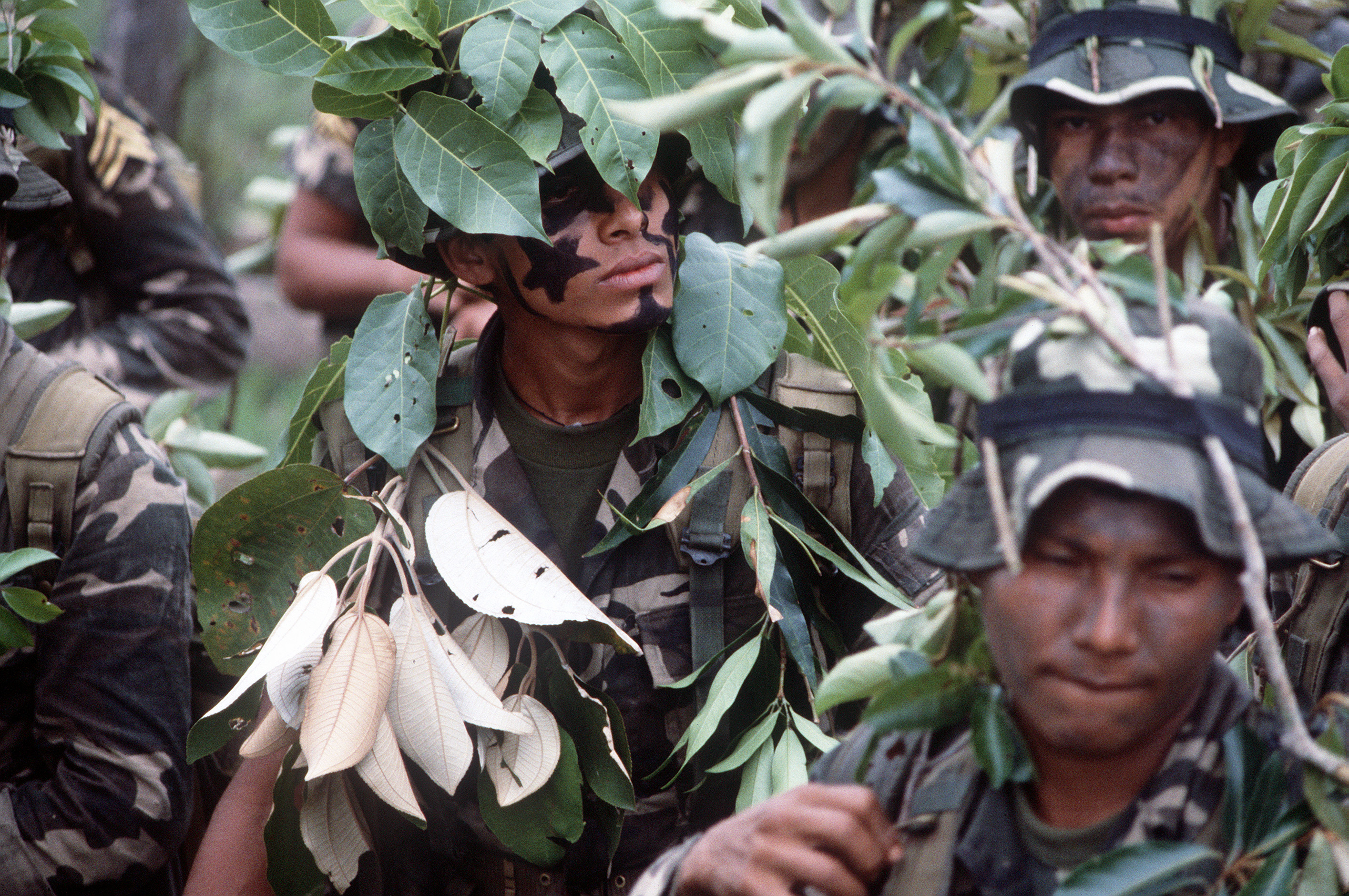
BIRI Atlácatl. Uno de los principales luchadores en la guerra civil salvadoreña.

El Frente Farabundo Martí para la Liberación Nacional, conocido por su acrónimo FMLN, fue una alianza u organización paraguas de cinco grupos guerrilleros de izquierda creados en 1980, que fue respaldada por Cuba, Nicaragua y los países del Bloque del Este.
Una variedad ecléctica de armas fue utilizada por ambas partes durante el Conflicto Armado Interno. La FAES estaba equipada mayormente con armas de fabricación occidental, principalmente de origen estadounidense e israelí, pero también incluía material argentino, portugués, francés, alemán occidental, yugoslavo y taiwanés. Durante la primera fase de la guerra, el FMLN también estaba equipado en gran medida con armas y municiones occidentales, aunque a medida que la guerra avanzaba, el armamento del Bloque del Este comenzó a desempeñar un papel importante. Otros países aliados con los Estados Unidos también intervinieron en El Salvador. El gobierno militar de Chile proporcionó entrenamiento sustancial y asesoramiento táctico, de tal manera que el alto mando salvadoreño otorgó al general Augusto Pinochet la prestigiosa Orden de José Matías Delgado en mayo de 1981 por el ávido apoyo de su gobierno. La dictadura militar argentina también dio su apoyo como parte de la Operación Charly. Ya en 1979, el Proceso de Reorganización Nacional apoyó militarmente al gobierno salvadoreño con entrenamiento de inteligencia, armas y asesores de contrainsurgencia. Este apoyo continuó hasta mucho después de que Estados Unidos se estableciera como el principal proveedor de armas a las fuerzas de seguridad salvadoreñas. Según documentos secretos del ejército argentino, el propósito de esta ayuda era fortalecer las relaciones intermilitares entre Argentina y El Salvador y "contribuir a endurecer la posición [de El Salvador] en la creciente lucha contra la subversión, junto con otros países de la región".
En otoño de 1981, la administración del presidente de los Estados Unidos, Ronald Reagan, solicitó que el alto mando del ejército argentino aumentara su asistencia a El Salvador. El gobierno argentino ratificó un acuerdo por el cual la inteligencia de EE. UU. proporcionaría al gobierno argentino apoyo de inteligencia y logística para un programa de interdicción de armas para detener el flujo de suministros militares al FMLN desde Cuba y Nicaragua. Además de coordinar las operaciones de interdicción de armas, la Dirección General Argentina de Industrias Militares (DGFM) suministró a El Salvador armas ligeras y pesadas, municiones y piezas de repuesto militares por un valor de 20 millones de dólares en febrero de 1982. Antes de la formación del FMLN, hubo varios intentos para lograr la unidad de las fuerzas guerrilleras. El 19 de diciembre de 1979 se formó la Coordinadora Político Militar, integrada por las FPL, la RN y el PCS. El 22 de mayo de 1980 se formó la Dirección Revolucionaria Unificada (DRU), en el cual participaron las FPL, el ERP, la RN y el PCS.                                                                                                                         
Fue fundado el 10 de octubre de 1980, como la alianza de las organizaciones político militares de izquierda: las Fuerzas Populares de Liberación Farabundo Martí (FPL), el Ejército Revolucionario del Pueblo (ERP), la Resistencia Nacional (RN) y el Partido Comunista Salvadoreño (PCS). En diciembre del mismo año se sumó el Partido Revolucionario de los Trabajadores Centroamericanos (PRTC). El 10 de octubre de 1980, las cuatro organizaciones formaron el Frente Farabundo Martí de Liberación Nacional (FMLN), tomando el nombre de Farabundo Martí, el líder campesino durante la masacre campesina salvadoreña de 1932]]. En diciembre de 1980, la rama salvadoreña del Partido Revolucionario de los Trabajadores Centroamericanos se separó de su organización central y se afilió al FMLN. Por lo tanto, el FMLN estaba compuesto por las siguientes organizaciones en el momento de los acuerdos de paz de 1992 (enumeradas en orden de tamaño):
- Bloque Popular Revolucionario (BPR), ala armada Fuerzas Populares de Liberación, "Farabundo Martí", (FPL)

- Partido Comunista Salvadoreño (PCS), ala armada Fuerzas Armadas de Liberación (FAL)

- Partido de la Revolución Salvadoreña (PRS), ala armada Ejército Revolucionario del Pueblo, ERP (El Salvador)

- Resistencia Nacional (RN), ala armada Fuerzas Armadas de la Resistencia Nacional (RN-FARN)

- Partido Revolucionario de los Trabajadores Centroamericanos (PRTC), ala armada Ejército Revolucionario de los Trabajadores Centroamericanos, (ERTC)

Las organizaciones juveniles del FMLN en el momento de la lucha armada incluyeron:
Sindicatos de estudiantes (escuelas secundarias):
- MERS – Movimiento Estudiantil Revolucionario de Secundaria (BPR)

- BRES – Brigadas Revolucionarias de Estudiantes de Secundaria (MLP)

- LPS – Ligas Populares de Secundaria (LP-28)

- AES – Asociación de Estudiantes de Secundaria (PCS)

- ARDES – Acción Revolucionaria de Estudiantes de Secundaria (FAPU)

Sindicatos de estudiantes (Universidad de El Salvador):
- AGEUS – Asociación General de Estudiantes Universitarios Salvadoreños

- FUERSA – Frente Universitario de Estudiantes Revolucionarios "Salvador Allende"

### Contexto internacional
La guerra civil de El Salvador ha sido considerada como uno de los conflictos derivados de la confrontación ideológica, política y militar entre la Unión Soviética y los Estados Unidos (con sus respectivos aliados), conocida como Guerra Fría. Los dos bandos en pugna en el conflicto salvadoreño, estaban influenciados por la contienda global. El Gobierno de El Salvador había mantenido una firme alianza con los Estados Unidos desde mediados del siglo XX. Oficiales de la FAES, recibieron adiestramiento en centros militares estadounidenses como la Escuela de las Américas, aún en la época anterior al conflicto bélico salvadoreño, obteniendo el apoyo de los gobiernos de Jimmy Carter, Ronald Reagan y George H. W. Bush.
Por otra parte, algunos movimientos de izquierda que conformaron el FMLN, en especial, el Partido Comunista Salvadoreño, mantenían relaciones de cooperación con la URSS, los países del bloque socialista de Europa del Este, Cuba y Nicaragua aunque su intervención en el conflicto fue de forma ideológica, únicamente Nicaragua dio apoyo al FMLN, brindándoles armamento hasta 1982. Alemania Oriental apoyó al FMLN, al igual que grupos de izquierda en Alemania Occidental, que formaron comités de solidaridad. El periódico alemán de izquierda Die Tageszeitung incluso lanzó una campaña de recaudación de fondos llamada "Armas para El Salvador" y recaudó 4,7 millones de marcos alemanes en donaciones privadas para armar a la guerrilla del FMLN, entregando los fondos al grupo en 1992, poco antes de la firma del alto el fuego. En 1982, miembros del partido conservador CDU en el Bundestag cuestionaron la legalidad de las acciones del Tageszeitung.
Aunque, El Salvador fue víctima de la Guerra Fría, solo uno de los contendientes de esta, dio apoyo formal en la Guerra Civil. Los primeros salvadoreños que migraron a Australia fueron los refugiados que pidieron asilo político a causa de la Guerra civil ocurrida en el país durante la década de los 70. Durante las décadas de los años 1970 y 1980, centenares de miles de salvadoreños, abandonaron su país a consecuencia de la Guerra Civil que vivía El Salvador y de la grave crisis económica provocada por el conflicto bélico. Algunos de los lugares de destino de esta corriente migratoria fueron Estados Unidos, Guatemala, México, España, Canadá, Australia y Suecia, hasta llegar a formar una numerosa comunidad salvadoreña en el exterior. Este fenómeno migratorio ha impactado en la política y en la economía de El Salvador y ha tenido gran relevancia en la historia reciente de dicho país centroamericano.

## El conflicto armado

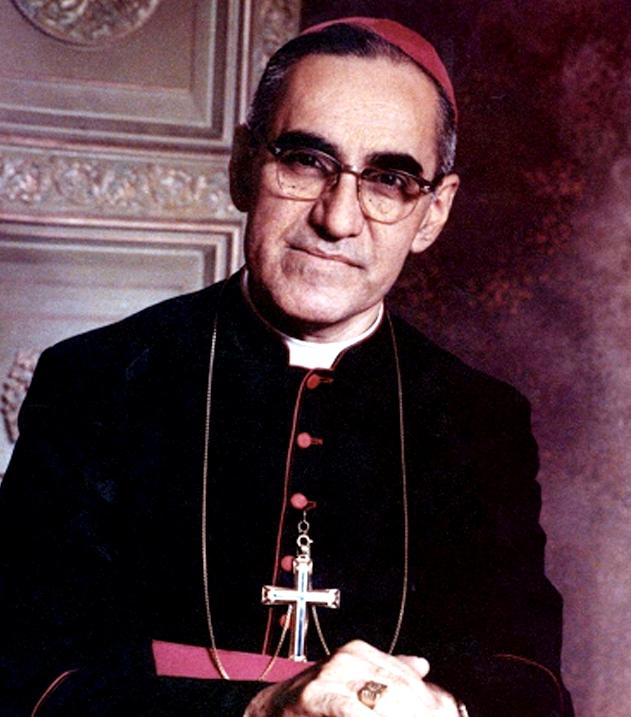
Monseñor Óscar Romero, arzobispo de San Salvador. En 1979 fue nominado al Premio Nobel de la Paz a propuesta del Parlamento del Reino Unido. Su asesinato se considera el comienzo simbólico de la guerra civil.

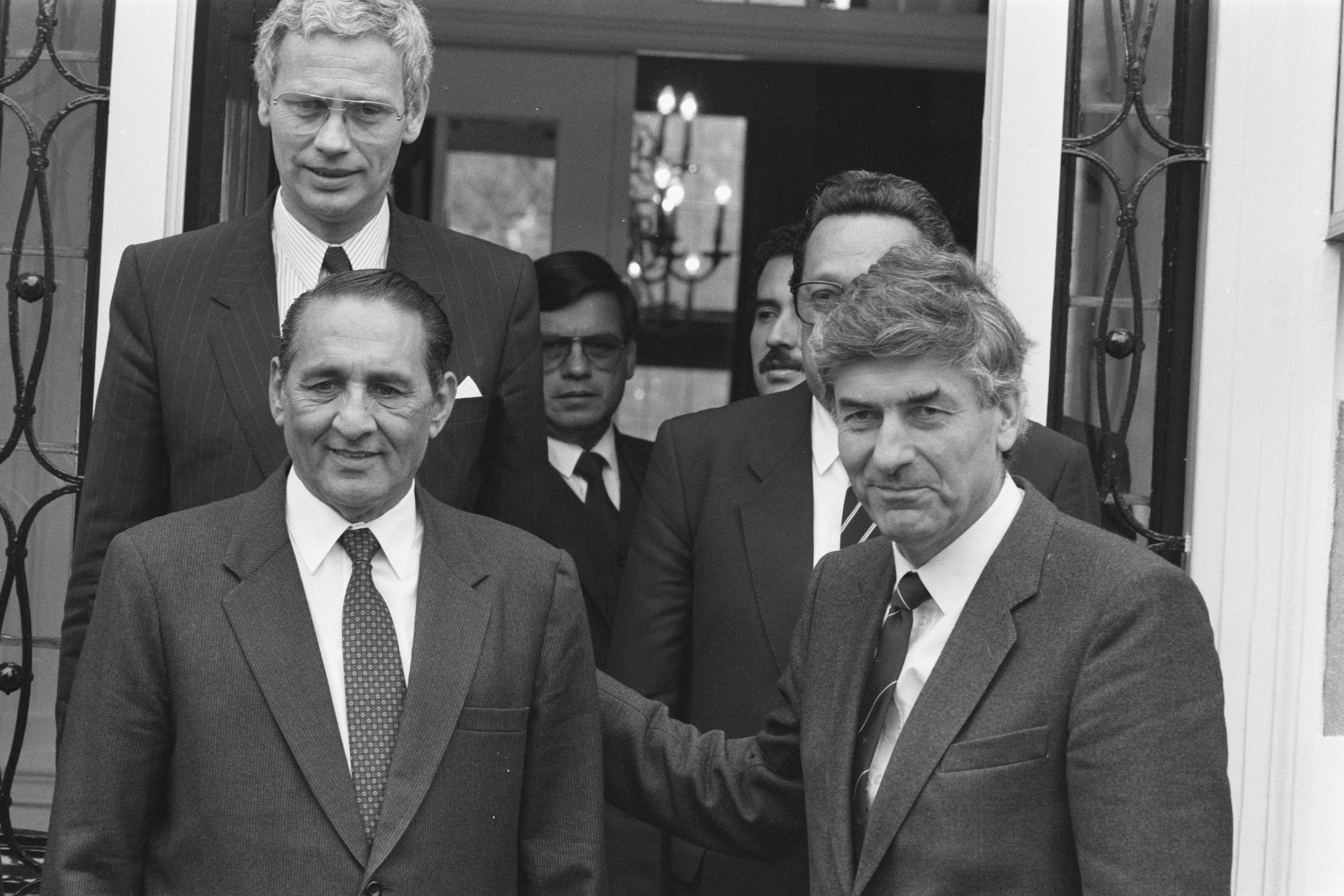
El Primer Ministro Ruud Lubbers de los Países Bajos; recibe al Presidente Duarte. Durante la presidencia de Napoleón Duarte, se dio la des valoración de la moneda. Además, se tuvo que enfrentar a inundaciones, terremotos y sequía, todo esto en medio de la cruenta guerra civil salvadoreña. A pesar de esto a Duarte se le reconoce el haber iniciado los diálogos con la guerrilla en búsqueda de la paz.

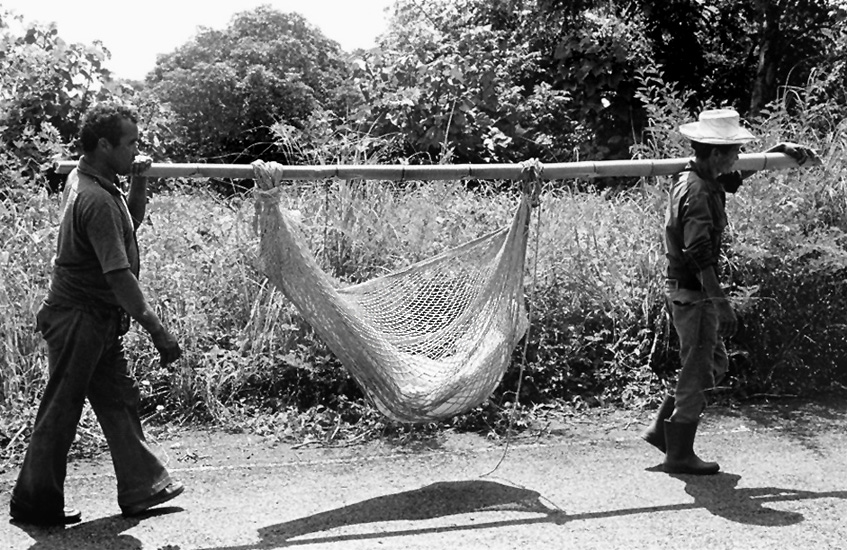
Bajas civiles después de un encuentro Armando Durante el momento más alcido de la Guerra Civil; cual cobro la vida de 75,000 civiles víctimas

Hacia 1979, la violencia entre el gobierno derechista y la oposición izquierdista degeneró en una guerra civil. El 15 de octubre de 1979, un golpe de Estado militar liderado por los coroneles Adolfo Arnoldo Majano y Jaime Abdul Gutiérrez Avendaño derrocó Al General Carlos Humberto Romero. La participación en el golpe de 1979 también se tiene en cuenta: algunos cree que puso fin a la sangrienta dictadura de Carlos Romero, y otros le acusa de eliminar el régimen de "estabilidad militar" que existía desde 1931. La junta cívico-militar llamada Junta Revolucionaria de Gobierno que tomó el poder tras el golpe prometió llevar al país a elecciones democráticas, sin embargo, marcaron el inicio de una etapa de mayor inestabilidad y violencia política conocida como la guerra civil de El Salvador. Gutiérrez y Majano no estaban de acuerdo sobre cómo resolver la profundización de la crisis política de El Salvador; Majano buscó una reforma social radical, mientras que Gutiérrez, que representaba al ejército de mentalidad conservadora, prefirió los métodos militares conservadores. El 12 de mayo de 1980, los derechistas dentro del ejército destituyó a Majano como presidente de la junta y Gutiérrez asumió el cargo de presidente y comandante en jefe de las fuerzas armadas. Lideró la transición a una guerra civil abierta. Durante los meses siguientes, el terror se intensificó y las hostilidades se extendieron por todo el país.  José Napoleón Duarte entró a la Tercera Junta Revolucionaria de Gobierno y luego fue nombrado presidente de la Junta. Finalmente entrega el gobierno a Álvaro Magaña el 2 de mayo de 1982. Duarte creía que trabajar con el ejército era vital para garantizar la transición a la democracia e implementar programas redistributivos, como la reforma agraria, mientras que sus críticos argumentaron que los graves abusos de los derechos humanos hacían que tal alianza fuera inaceptable. La izquierda se organizó en la agrupación que buscaba recoger el testimonio de Farabundo Martí, el denominado Frente Farabundo Martí para la Liberación Nacional (FMLN), liderado por Schafik Hándal, Salvador Cayetano Carpio y Joaquín Villalobos, con apoyo de los sectores campesinos organizados en las zonas rurales y entre los sectores obreros urbanos. El 24 de marzo de 1980 el Arzobispo de San Salvador, Monseñor Óscar Arnulfo Romero, se presume, fue asesinado por Marino Samayoa Acosta, bajo las órdenes de Roberto d'Aubuisson. durante la celebración de una misa, en la capilla del hospital Divina Providencia. Los escuadrones de la muerte también ejecutaron varios asesinatos de altas personalidades. Así, el arzobispo Óscar Romero, comprometido junto a los campesinos en la lucha Por sus Derechos Humanos, cuando un golpe de Estado derrocó al gobierno salvadoreño el 15 de octubre de 1979, Oscar Romero expresó un apoyo cauteloso a la junta reformista que lo reemplazó. Sin embargo, pronto se desilusionó, ya que la persecución de los pobres y de la Iglesia no cesó. En febrero de 1980 dirigió una carta abierta al presidente estadounidense Jimmy Carter en la que pedía a Estados Unidos que suspendiera la ayuda militar al régimen. "Estamos hartos de las armas y las balas", suplicó El arzobispo había previsto el peligro de asesinato y había hablado de ello a menudo, declarando su disposición a aceptar el martirio si su sangre podía contribuir a la solución de los problemas de la nación. "Como cristiano", comentó en una de esas ocasiones, "no creo en la muerte sin resurrección. Si me matan, me levantaré en el pueblo salvadoreño" fue asesinado por miembros de los escuadrones de la muerte salvadoreños en 1980 en la capilla del hospital la providencia de San Salvador después de presionar públicamente al gobierno estadounidense para que no proporcionara ayuda militar al gobierno salvadoreño. Cuatro monjas también fueron violadas y asesinadas en la misma ocasión. El sucesor de Oscar Romero, Arturo Rivera y Damas, declara entonces: “Los países extranjeros, en su deseo de hegemonía mundial, proporcionan las armas. El pueblo salvadoreño proporciona a los muertos ». Son varias decenas de miles de salvadoreños los que fueron asesinados por los escuadrones de la muerte. A medida que el conflicto avanzaba, la guerrilla obtuvo apoyo indirecto de Cuba, y el pleno respaldo y apoyo armamentístico del régimen sandinista de Nicaragua, una vez en el poder, tras el derrocamiento de la dictadura somocista de Anastasio Somoza Debayle el 19 de julio de 1979 por la guerrilla marxista del Frente Sandinista de Liberación Nacional (FSLN). El Ejército Popular Sandinista (EPS) de ese país apoyó al FMLN enviándole armas de origen soviético, tales como los fusiles de asalto AK-47 y ametralladoras ligeras RPK, ambos de calibre 7,62 x 39 mm; las ametralladoras PKM de 7,62 x 54 R y los lanzacohetes antitanque RPG-7 a través del Golfo de Fonseca, pero tras las acusaciones de Estados Unidos de este apoyo ante la ONU, Nicaragua dejó de mandar ayuda en 1982. Se atribuyó la insurrección, la ofensiva general de 1981 a inicios del mes de enero del mismo año, a una conspiración soviético-cubano-nicaragüense y el 23 de febrero se dio a conocer un documento elaborado por la Agencia Central de Inteligencia (CIA) demostrando el envío de armas a los guerrilleros salvadoreños desde Nicaragua. Muchos sandinistas dejaron sus hogares y se fueron a El Salvador a combatir del lado del FMLN. Entre 1980 y 1983, las fuerzas armadas salvadoreñas fueron expulsadas del territorio controlado por grandes grupos del FMLN en las zonas rurales. La membresía del FMLN aumentó más tarde a más de 12.000 cuando la organización pudo proporcionar gobernanza y servicios locales.: 10  El gobierno respondió con acciones de contrainsurgencia, incluido el asesinato del arzobispo, Oscar Romero. En palabras de la época del conflicto se trataba de "quitarle el agua al pez" como expresión que significaba quitarle base social a la guerrilla o a cualquier forma de oposición al gobierno y a sus fuerzas, por medio del terror y de acciones terroristas contra la población en general. El resultado de todo ello fue una enorme cantidad de asesinatos de opositores o sospechosos de serlo, sin identidad de sus autores o sin que persona alguna fuera llevada a juicio por los mismos. Monseñor Romero es quizás la figura religiosa y activista de derechos humanos más conocida de El Salvador y este representa el importante papel que la Iglesia Católica ha desempeñado en todos los lados de la lucha salvadoreña por la paz.
Como arzobispo, Romero fue testigo de las continuas violaciones de los derechos humanos y comenzó un grupo que habló en nombre de los pobres y las víctimas de la guerra civil del país.
Elegido como arzobispo por su conservadurismo, una vez en el cargo adoptó una forma no violenta, una posición que llevó a comparaciones con Mahatma Gandhi y Martin Luther King.
Romero fue asesinado por un disparo en el corazón el 24 de marzo de 1980 mientras celebraba la misa en una pequeña capilla cerca de su catedral después de un sermón en el que pidió a los soldados salvadoreños, como cristianos, que obedecieran el orden superior de Dios y dejaran de llevar a cabo la represión del gobierno y las violaciones de los derechos humanos básicos. Los asesinos permanecieron formalmente sin identificar, pero la principal sospecha recayó en los militantes de d'Aubusson liderados por Héctor Antonio Regalado (quien fundó el escuadrón de la muerte de las FAR, que fue particularmente brutal, a mediados de los años 1970). La consecuencia fue una huelga general de 8 días, al funeral asistieron 45 jefes de iglesias católicas y 100 mil personas. Hubo enfrentamientos con agentes de policía en las calles, pero luego se abrió fuego contra los reunidos en los edificios gubernamentales y comenzó el pánico: entre 42 y 100 personas murieron y hasta 400 resultaron heridas. El 2 de diciembre de 1980, cinco miembros de la Guardia Nacional secuestraron, violaron y dispararon a tres monjas estadounidenses y a una abogada. El 4 de enero de 1981, dos miembros de la Guardia Nacional dispararon contra dos asesores estadounidenses sobre la reforma agraria en el Hotel Sheraton de la capital. Estos incidentes provocaron una protesta pública en los Estados Unidos y la ayuda financiera estadounidense al gobierno de El Salvador se redujo temporalmente. En su última semana en el cargo, Jimmy Carter envió cinco millones de dólares en ayuda militar a la Junta de Gobierno Revolucionario de El Salvador 

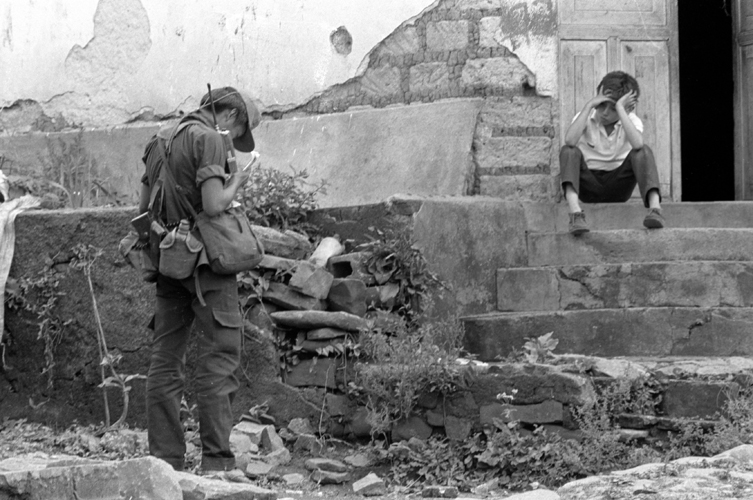
Durante la guerra (1979-1992), los bandos político-militares reclutaron niños y adolescentes para sus filas. Miles fueron desplazados, muertos o heridos, migraron de manera forzosa o recibieron protección internacional de parte de ONG y países amigos.

El gobierno, por su parte, movilizó a la Fuerza Armada y a los Cuerpos de Seguridad (Guardia Nacional, Policía Nacional y Policía de Hacienda) a fin de combatir a la insurgencia. Con apoyo del gobierno estadounidense, se crearon los Batallones de Infantería de Reacción Inmediata (BIRI), entre estas unidades de élite, el tristemente famoso Batallón Atlácatl. A finales de 1981, los soldados del Batallón Atlácatl de las fuerzas armadas nacionales, una tropa de respuesta rápida, mataron a 900 civiles en la El Mozote. Esta fue una de una serie de acciones que incluyeron violaciones, ataques, torturas y asesinatos. Los hombres de este batallón se graduaron del Escuela de las Américas de los Estados Unidos en Fort Benning, Columbus, Georgia. Otras atrocidades a manos de la FAES ocurrieron en la: Masacre de Tenango y Guadalupe, Masacre de El Calabozo, Masacre de Santa Rita, Masacre del Sumpul, y en la masacre de Santa Cruz entre muchas otras; El gobierno de Estados Unidos envió a la Fuerza Armada de El Salvador (FAES), fusiles de asalto M16 de 5,56 x 45 mm, que fue el más usado por la FAES; algunas unidades de esta usaron los fusiles de asalto Heckler & Koch G3 alemán, de 7,62 x 51 mm, IMI Galil israelí de la misma munición del M16 y el subfusil Uzi israelí de 9 mm. La FAES tenía varios helicópteros Huey y MD 500 de defensa estadounidenses artillados, como los usados en la guerra de Vietnam, con los cuales patrullaban desde el aire las calles de la capital para descubrir a los subversivos, término despectivo con el cual se le decía a los guerrilleros. Se implantó el toque de queda a las 7 de la noche y el reclutamiento de menores de edad en la FAES aunque también hubo menores reclutados que lucharon dentro de las el FMLN.
Al mismo tiempo, se intensificaron en el país las actividades de los grupos paramilitares de extrema derecha, que se habían formado intencionalmente desde la década de 1960 por iniciativa del general José Alberto Medrano. El principal organizador de los "escuadrones de la muerte", incluida la Unión de Guerreros Blancos y la estructura transnacional guatemalteco-salvadoreña del Ejército Secreto Anticomunista, fue el mayor retirado de inteligencia militar Roberto d'Aubusson, más tarde fundador del grupo político de extrema derecha. fuerzas: la organización Frente Amplio Nacional (FAN) y la Alianza Republicana del Partido Nacionalista (ARENA). El apoyo activo a d'Aubusson lo brindaron representantes de empresas, especialmente agrarias, e intelectuales de derecha organizados en el Movimiento Nacionalista Salvadoreño: Ricardo Valdivieso, Alfredo Mena Lagos, Armando Calderón Sol, Ernesto Panamá Sandoval y otros. En tanto, grupos de militares y policías al margen de la ley, con apoyo de empresarios y terratenientes, crearon los llamados escuadrones de la muerte, que se dedicaban a aterrorizar las zonas rurales y paupérrimas, de donde el FMLN obtenía su mayor apoyo. A pesar de no tener oficialmente ninguna conexión con el gobierno, los escuadrones de la muerte y los paramilitares eran casi siempre soldados de la Fuerza Armada de El Salvador, lo que significa que los escuadrones de la muerte fueron financiados y armados indirectamente por los Estados Unidos. La financiación adicional también vino de políticos y hombres de negocios de derecha. Varios escuadrones de la muerte tenían ideologías fascista. Durante la guerra civil, los escuadrones de la muerte militares y paramilitares de derecha utilizaron una violencia ejemplar con asesinatos y mutilaciones, masacres y desplazamientos forzados para obtener el control de la población.
En dos oportunidades (1981 con la ofensiva general de 1981, y en 1989, con la Ofensiva hasta el tope) el FMLN intentó conquistar la ciudad capital, San Salvador, y las cabeceras departamentales sin conseguirlo, pues la FAES rechazó el ataque de los guerrilleros que bajaron de las montañas que rodean a la capital. La primera acción de peso del FMLN fue el lanzamiento, el 10 de enero de 1981, de una ofensiva final en contra del gobierno salvadoreño, conformado por la llamada Junta Revolucionaria de Gobierno, una alianza de militares y civiles que duró de octubre de 1979 a principios de 1982, en tres etapas. La ofensiva no logró su objetivo y, aunque junto con ella desapareció el auge de la lucha de masas que vivía el país, el FMLN se fortaleció militarmente y condujo la guerra, desde el lado de la izquierda. En la última ofensiva de 1989 la lucha llegó hasta pocas cuadras de la Casa Presidencial, En noviembre del mismo año, el FMLN dirigió una ofensiva sobre la capital. Una veintena de posiciones militares son aisladas simultáneamente y los barrios populares que rodean la capital son tomados por los rebeldes. Seis jesuitas involucrados en el proceso de diálogo son ejecutados por paramilitares gubernamentales. Los combates continúan durante unos diez días, marcados, entre otros hechos, por la captura del hotel Sheraton donde los guerrilleros retienen dieciocho efectivos de las Fuerzas Especiales US atrincherados en el hotel,), lo que el Departamento de Estado califica de “abominable acto de terrorismo». Estas circunstancias tuvieron consecuencias políticas que resultaron en un alto al fuego negociado. Cuando el presidente de Estados Unidos Ronald Reagan tomó posesión del poder el 20 de enero de 1981 presentó esa ofensiva, iniciada 3 semanas antes, como una prueba del avance soviético en Latinoamérica. Los gobiernos de México y Francia reconocieron al FMLN como una fuerza beligerante legítima. Admitieron que los rebeldes salvadoreños del FMLN representaban un sector de la población y, por lo tanto, tenían derecho a participar en una solución política a la guerra civil. Fue la primera vez que dos gobiernos, sin romper las relaciones diplomáticas con la Junta de El Salvador, reconocieron formalmente la existencia de una fuerza de oposición legítima que debía participar en cualquier solución a la crisis.
En este contexto la guerrilla inició acciones violentas tales como secuestro y asesinato de empresarios, funcionarios y alcaldes; entre ellos el exalcalde de San Salvador y ministro de educación Carlos Herrera Rebollo, el joven multimillonario Ernesto Regalado Dueñas, el entonces ministro de Relaciones Exteriores de Mauricio Borgonovo Polh, y el embajador de Sudáfrica Archibald Gardner Dunn, secuestrado en el Edificio Panamericano. El 8 de octubre de 1980 el FPL se adjudicó el asesinato del diplomático, pero nunca se conoció el destino de sus restos. Una serie de acciones como destrucción de infraestructura pública, enfrentamientos armados y destrucción de objetivos militares, repartición de propaganda y extorsión a empresarios, se darían repetidamente durante toda la guerra civil, dando paso a casos muy sonados tales como la masacre de la Zona Rosa y el secuestro y posterior asesinato en los Planes de Renderos del empresario Roberto Poma, la tristemente famosa Masacre de la paracentral la masacre quebrada seca entre otras masacres que no se recogen en el informe de Naciones Unidas; Cuba y otros Estados comunistas apoyaron a los insurgentes ahora organizados como el frente de liberación nacional de Farabundo Martí (FMLN) Mientras que los cinco grupos se llamaban a sí mismos revolucionarios y socialistas, tenían serias diferencias ideológicas y prácticas, y había habido conflictos serios, incluso en algunos casos derramamiento de sangre, entre algunos de los grupos durante la década de 1970. Tales como el caso de Roque Dalton, José Armando Arteaga. Claudia María Jovel, Arquímedes Cruz, Mélida Anaya Montes Entre muchos otros combatientes Asesinado por sus compañeros de armas. Dada la gravedad de la guerra civil, la guerrilla cometió diversos crímenes, que si bien no se equipararon en volumen con los cometidos por las Fuerzas Armadas, no pueden dejarse sin tomar en cuenta.
Una parte integral de la estrategia de contrainsurgencia del ejército salvadoreño implicaba "drenar el mar " o "secar el océano", es, eliminar la insurgencia erradicando su base de apoyo en el campo. El objetivo principal era la población civil – desplazarlos o matarlos para eliminar cualquier posible base de apoyo para los rebeldes. Los Batallones de Infantería de Reacción Inmediata (BIRI) fueron creados durante la década de 1980 con la misión de ser los principales luchadores contra los grupos guerrilleros del Frente Farabundo Martí para la Liberación Nacional (FMLN) durante la guerra civil de El Salvador. La Comisión de la Verdad para El Salvador (UNTC) concluye en su informe que el Batallón Atlácatl fue responsable de la masacre de El Mozote, la masacre de El Calabozo, y la ejecución de seis jesuitas y dos empleadas domésticas. El batallón Atlácatl estuvo también implicado en el asesinato de alrededor de 50 civiles en la orilla del Río Gualsinga. También cabe mencionar, que Human Rights Watch relaciona al batallón con otras masacres que no se recogen en el informe de Naciones Unidas: docenas de asesinatos en Tenancingo y Copapayo en 1983, 68 en Los Llanitos, y tres asesinatos independientes en 1989. En este informe de 1990, Human Rights Watch concluye que estos números no deben sorprender: "los oficiales norteamericanos nunca tuvieron la menor preferencia por la preservación de los derechos humanos como prioridad a la necesidad de ganar la guerra, cuando, como era frecuente, ambos objetivos entraban en conflicto.
Durante el periodo de funcionamiento de este batallón el Gobierno de los Estados Unidos aportaba 1.000.000 de dólares diarios como ayuda militar al ejército salvadoreño. En 1989, las fuerzas armadas de El Salvador habían recaudado 56 000 combatientes con 63 aviones y 72 helicópteros.: 11  Entre 1983 y 1987, las fuerzas militares de El Salvador recibieron más de 100 millones de dólares al año de los Estados Unidos.
En 1990, al final de la Guerra Fría, los Estados Unidos restringieron la financiación a la FAES. Estados Unidos descubrió que sus medidas rigurosas contra los grupos de izquierda ya no eran necesarias. Esto y la falta de ventaja en ambos lados llevaron al final de la guerra en 1992.

### Reformas políticas y la Cuestión de los Derechos Humanos
Durante este período, los partidos políticos volvieron a funcionar. Sin embargo seis miembros de la dirección del FDR, partido de izquierda socialista, son detenidos y torturados hasta la muerte. El Dr Enrique Álvarez Córdova (FDR) y Juan Chacón (BPR) Manuel Franco (UDN); Humberto Mendoza (MLP); Enrique Barrera (MNR) entre otros miembros aparecerían asesinados. La autodenominada «Brigada Anticomunista Maximiliano Hernández Martínez» se responsabilizó del hecho., Luego de estos asesinatos la dirección del FDR fue asumida por Guillermo Manuel Ungo (MNR) y Rubén Zamora (MPSC). Bajo su dirección, el FDR, colaboró activamente con el FMLN convirtiéndose en el encargado de las relaciones diplomáticas de la guerrilla salvadoreña. El FDR se seguiría movilizando a favor de las víctimas de las masacres durante la guerra civil. El FDR se posicionó como uno de los frentes políticos más grandes e importantes durante la guerra civil de El Salvador. Los salvadoreños designaron una nueva asamblea constituyente. Después de las elecciones, a las que solo se permitió la figurar a los partidos de derecha, la autoridad fue transferida a Álvaro Magaña, presidente provisional elegido por la asamblea. La constitución de 1983, redactada por la asamblea, reforzó claramente los derechos individuales, estableció una salvaguardia contra las detenciones provisionales y las búsquedas excesivas, también estableció una forma republicana y pluralista de gobierno. También reforzó la rama legislativa y la independencia judicial. Codifique el código del trabajo, especialmente para los trabajadores agrícolas. Sin embargo, a pesar de estas reformas simbólicas, en la práctica los Derechos Humanos continuaron siendo violados por la campaña de terror instituida por las brigadas de la muerte. De esta manera, los cambios no han satisfecho a los movimientos guerrilleros. Duarte ganó las elecciones frente al candidato de la derecha Roberto D'Aubuisson de la Alianza Republicana Nacionalista (ARENA) con el 54 % de los votos y se convirtió así en el primer presidente de El Salvador libremente elegido en más de 50 años. Duarte se convirtió así en el primer presidente civil electo democráticamente desde 1931. Aunque la votación se vio empañada por la violencia y las irregularidades, vio la victoria como un triunfo del proceso democrático, mientras que los escépticos argumentaron que nunca tuvo realmente el poder, sino que el ejército era el verdadero poder. Temiendo una victoria de D’Aubuisson, la CIA utilizó unos 2 millones de dólares para apoyar la candidatura de Duarte. D'Aubuisson con su partido ARENA mantuvo estrechos vínculos con las brigadas de la muerte, y fue descrito como un “asesino patológico” por el ex embajador estadounidense Robert White. En 1989, Desde 1977 que no se realizaba una elección presidencial, ya que el 15 de octubre de 1979 fue un golpe de Estado el que terminó con el gobierno de Carlos Humberto Romero. Se instaló una Junta Revolucionaria de Gobierno que gobernó de 1979 a 1982, y en 1982 la Asamblea Constituyente de El Salvador fue quién eligió con 36 votos de los 60 diputados a Álvaro Magaña como presidente provisional hasta el 1 de junio de 1984. La elección presidencial de El Salvador de 1984 Fue la primera elección considerada como libre y justa, desde 1931 Fue la primera elección donde participaban civiles y no militares, desde 1929
Hubo mucha participación porque la gente buscaba una solución al conflicto interno del país, conocido como la Guerra Civil Salvadoreña. Elegido presidente en 1984 con el apoyo de la asamblea constituyente, bajo la presión de los militares y los Estados Unidos, Duarte intentó estabilizar la economía y poner fin a la guerra, ayudado por la ayuda masiva de los Estados Unidos. Pero fracasó en sus intentos de distribuir las principales tierras a los campesinos y poner fin a la actividad del escuadrón de la muerte; sus negociaciones con los rebeldes también fueron fracasos. La presión de los grupos izquierdistas y de derechas y de las guerrillas rebeldes obstruyó los intentos de Duarte de cualquier tipo de reforma política, económica o social. Duarte se desempeñó como presidente hasta 1989, cuando fue sucedido por Alfredo Cristiani perteneciente a la ARENA ganó las elecciones presidenciales con el 54 % de los votos. Su investidura representa el primer traspaso pacífico del poder de un líder civil libremente elegido a otro.
 A
Fecha : 27 de marzo de 1982 Luego de la llamada telefónica realizada por el presidente saliente José Napoleón Duarte al presidente electo Alfredo Cristiani, se realizan una serie de reuniones para un traspaso ordenado de mando, donde el tema central fue la situación de la guerra civil de El Salvador; quienes también se reunieron, Armando Calderón Sol, Alejandro Duarte, asesor del presidente saliente, y Carlos Eugenio Vides Casanova, ministro de Defensa. En 1986, La Comisión Salvadoreña de Derechos Humanos publicó un informe de 165 páginas sobre la prisión de Mariona. El informe reveló el uso común de al menos 40 prácticas de tortura en los presos políticos. Los militares estadounidenses habrían supervisado estos actos. , El Jefe de la Comisión Salvadoreña de Derechos Humanos, fue asesinado Herbert Anaya;  Anaya se pronunció sobre las violaciones de los derechos humanos y afirmó que los escuadrones de la muerte, que operaban en El Salvador, estaban comandados directamente por los militares. Sus afirmaciones fueron posteriormente corroboradas por organizaciones de derechos humanos. En marzo de 1983, Marianella García Villas, presidenta de la Comisión No Gubernamental de Derechos Humanos de El Salvador, fue capturada por las tropas del ejército en el Guazapa, y más tarde torturada hasta la muerte. García Villas había estado en Guazapa recopilando pruebas sobre el posible uso de municiones de fósforo blanco por parte del ejército.  
Adrián Esquino Lisco apareció por primera vez en la cobertura de noticias internacionales de la guerra civil cuando comenzó a llamar la atención sobre el ataque dirigido por el ejército salvadoreño el 23 de febrero de 1983 contra una granja indígena cooperativa en Las Hojas. Los soldados salvadoreños capturaron a 74 aldeanos varones, se ataron los pulgares a la espalda y les dispararon. Más tarde, un juez federal de Salavadoran informó de solo 18 muertos. Esquino Lisco fue a Washington D. C. en el apogeo de la Guerra Civil Salvadoreña para llamar la atención sobre las atrocidades de la guerra. Pronto encontró partidarios receptivos en los EE. UU. Congreso, sobre todo el senador Ted Kennedy y EE. UU. Representante Joe Moakley.  Su trabajo en Washington presionó al gobierno salvadoreño. Según Francisco Acosta, un activista salvadoreño con sede en Maryland, el cabildeo de Lisco hacia el Congreso llevó a la liberación de más de 100 prisioneros políticos de la custodia del gobierno. Rosa Judith Cisneros fue una abogada y escritora salvadoreña. Fue activista por los derechos humanos y la planificación familiar, desarrollando su carrera profesional en estos campos hasta su asesinato en 1981. En el momento de su muerte, la guerra civil salvadoreña estaba en curso. Los asesinatos fueron frecuentes, incluido el de Monseñor Romero en marzo de 1980. Rodolfo Viera, líder de la Unión Comunitaria Salvadoreña, había sido asesinado en San Salvador el 3 de enero de 1981, junto con dos asesores laborales de los Estados Unidos. Un miembro de la Iglesia Episcopal que había muerto en el conflicto fue el embajador de Sudáfrica, Archibald Dunn, luego de ser capturado por un grupo guerrillero.
En la mañana del 18 de agosto de 1981, Rosa Judith Cisneros estaba saliendo de su casa en un suburbio al norte de San Salvador cuando un coche cargado de hombres la detuvo y la arrastró al automóvil. Según informes, un testigo presencial la vio disparar a corta distancia con una ametralladora. Los hombres no se identificaron, ni ningún grupo se responsabilizó del asesinato.
María Cristina Gómez era una baptista profesora de escuela primaria y líder de la comunidad en El Salvador que fue secuestrada y asesinada el 5 de abril de 1989.  Fue fundadora de la Coordinación Nacional de Mujeres Salvadoreñas (CONAMUS), una organización de mujeres fundada en 1986. Desde entonces, CONAMUS ha abordado los problemas que afectan directamente a las mujeres pobres en El Salvador, como la violencia doméstica y la violación, la supervivencia económica, la falta de participación política y la desigualdad social. En 1989, CONAMUS abrió una clínica para responder a las mujeres que fueron víctimas de violencia doméstica y violación. En su tiempo libre, Gómez salió a los pueblos locales y enseñó a las campesinas a leer. Ella hizo esto para que ellos a su vez pudieran enseñar a sus hijos a leer, pero también para que pudieran leer folletos de salud y agricultura con el fin de mejorar la calidad de sus vidas. Sin embargo, algunos en la autoridad se preocuparon de que los campesinos anteriormente analfabetos ahora pudieran leer sobre sus derechos y comenzaran a exigirlos. Fue encontrada muerta a un lado de la carretera después de ser secuestrada.
COMADRES (El Salvador) Se estableció en diciembre de 1977, con la ayuda de la arquidiócesis católica de dicho país y el arzobispo Óscar Romero, con el fin de hallar la verdad detrás de las desapariciones. Es el comité de madres y familiares de prisioneros, desaparecidos y asesinados políticamente de El Salvador. La líder de esta organización fue María Teresa Tula.  Las oficinas del comité fueron objeto de redadas policiales por parte del gobierno, y los miembros fueron supuestamente objeto de violaciones sistemáticas con el fin de destruir la organización. Un total de alrededor de 48 miembros fueron secuestrados por escuadrones de la muerte y sometidos a tortura y violación. De estos, cinco fueron asesinados. Algunos de sus compañeros activistas fueron capturados y asesinados, pero COMADRES no evitó la controversia y sus trabajadores visitaron vertederos para fotografiar cuerpos para que las familias supieran el destino de los "desaparecidos". Tula recibió una advertencia específica de su propio destino por parte de un prisionero fugitivo del gobierno. Begoña García Arandigoyen , conocida como Alba médica española, víctima de una ejecución extrajudicial a cargo del ejército salvadoreño al final de la guerra civil en El Salvador. Su caso es emblemático sobre la justicia relativa a los crímenes de lesa humanidad cometidos en esa guerra y fue recogido en el Reporte de la Comisión de la Verdad para El Salvador. Fue ejecutada mientras ofrecía servicios médicos en el campo de combate, estaba embazada de 7 meses. Al igual de Marta González Gómez Con 29 años, perdió la vida en el atentado perpetrado por el ejército salvadoreño contra el Frente Farabundo Martí de Liberación Nacional (FMLN). Aunque se había acordado un cese al fuego, cuando pasaban la Nochebuena en la localidad de Adelaida, en el municipio de Nejapa (cantón El Salitre), junto con población civil, fueron atacados por el ejército de El Salvador. La embajada española informó de su fallecimiento el 10 de enero de 1991 y colaboró en la repatriación del cuerpo a petición de los familiares. Fue enterrada en el cementerio familiar de Derio. El 15 de abril de 1989 la enfermera francesa Madeleine Lagadec fue asesinada en manos del ejército salvadoreño, junto al médico argentino Gustavo Ignacio Isla Casares, la trabajadora de salud María Cristina Hernández y los trabajadores sociales Carlos Gómez y Clelia Concepción Díaz Salazar.
A pesar de las controversias sobre la represión y la brutalidad de las Fuerzas Armadas de Salvador, Estados Unidos continuó brindando ayuda a El Salvador, lo que le valió a Reagan las críticas de Brzezinski, aunque apenas conciliando con el FMLN. La embajadora estadounidense ante la ONU, Jeane Kirkpatrick, explica que “Los intereses estratégicos de Estados Unidos en El Salvador son más importantes que la violación de los derechos humanos en este país centroamericano. Para Alexander Haig, secretario de Estado bajo la administración Reagan, “El Salvador no es simplemente un problema local, también es un problema regional que amenaza la estabilidad de toda Centroamérica, incluido el canal de Panamá, México y Guatemala, con sus inmensas reservas de petróleo » En 2002, un artículo de la BBC sobre el presidente George W. Bush La visita de Bush a El Salvador informó que, "los funcionarios estadounidenses dicen que del presidente George H. W. Bush; Las políticas de Bush prepararon el escenario para la paz, convirtiendo a El Salvador en una historia de éxito democrático". El artículo también habla de la "tremendosa ironía de que el presidente George W. Bush [fue] elegido para visitar El Salvador en el aniversario del asesinato del arzobispo del país, Oscar Arnulfo Romero, hace 22 años. La ironía también recae en su padre, que estuvo involucrado en la guerra durante su presidencia. En noviembre de 1993, documentos del Departamento de Estado, y El Departamento de Defensa y la Agencia Central de Inteligencia (CIA) fueron liberados después de que aumentara la presión del Congreso. Los 12.000 documentos revelaron que las administraciones de Ronald Reagan y George H. W. Bush sabían de los asesinatos de D'Aubuisson, incluido el de Romero, pero aun así trabajaron con él a pesar de todo.
La política de Reagan ha sido criticada debido a los abusos de los derechos humanos que han demostrado ser perpetrados repetidamente por la fuerza de seguridad salvadoreña con Amnistía Internacional informando que había recibido: "informes regulares, a menudo diarios, que identifican a las unidades militares y de seguridad regulares de El Salvador como responsables de la tortura, la "desaparición" y el asesinato de civiles. Los tipos de tortura reportados por aquellos que han sobrevivido a los arrestos y interrogatorios incluyeron palizas, abuso sexual, uso de productos químicos para desorientar, ejecuciones simuladas y la quema de carne con ácido sulfúrico." Rudolph Rummel ha estimado que de 1979 a 1987, las fuerzas gubernamentales perpetraron entre 12.000 y 25.000 democidal, Con ACNUR estimando cifras totales más altas. La brutal represión del régimen militar llevó a la oposición a la resistencia armada. De 1980 a 1991, hubo una guerra civil en El Salvador, que terminó causando más de 70.000 muertes (de una población de unos 4,5 millones en ese momento), miles de heridos y desaparecidos, y miles de millones de dólares en destrucción. Más de un millón de personas huyeron del país durante este tiempo.  Las fuerzas guerrilleras estaban compuestas por asociaciones individuales de comunistas, cristianos y sindicalistas, que se unieron para formar el Frente Farabundo Martí para la Liberación Nacional (FMLN). El gobierno de los Estados Unidos apoyó a la dictadura militar en El Salvador. Además de los asesores militares, los EE. UU. entregó equipo militar a la junta a gran escala, incluso después de que la unidad antiguerrillera El Batallón Atlacatl había cometido uno de los peores crímenes de guerra en la historia de América Latina con la masacre de El Mozote de 900 civiles en diciembre de 1981. En 1981, el entonces Secretario de Estado de EE. UU., Alexander Haig, nombró explícitamente al país como un "campo de pruebas de la Guerra Fría".  La administración Reagan aprobó deliberadamente la estrategia del gobierno salvadoreño de asesinato sistemático de unos cuarenta mil miembros de la oposición por escuadrones de la muerte a principios de la década de 1980. Benjamin Schwarz: Manos sucias. El éxito de la política de Estados Unidos en El Salvador -- impedir una victoria guerrillera -- se basó en 40.000 asesinatos políticos". Reseña del libro William M. LeoGrande: Nuestro propio patio trasero. Los Estados Unidos en Centroamérica 1977-1992. 1998, diciembre de 1998. Anthony Lewis, quien es oficialmente negado por el gobierno de los EE.UU.: [http://www.nytimes.com/1993/04/02/opinion/abroad-at-home-fear-of-the-truth.html Abroad at Home; Miedo a la verdad. The New York Times, 2 de abril de 1993 – La administración Reagan le dijo al público estadounidense la mentira piadosa de que la exitosa reforma agraria del gobierno había llevado a una pacificación general. La guerra significó un retroceso económico de mas de tres décadas; ya que antes del conflicto fue el último período de prosperidad económica de El Salvador, ya que era de los mejores países de Centroamérica en cuanto a crecimiento económico, el cual fue mermado debido a la etapa de mayor inestabilidad y violencia política en la ￼Historia de El Salvador.

## La matanza del frente paracentral
Es considerado como la mayor matanza realizada durante la guerra civil, y no fue realizada por militares; si no por el alto mando de las FPL, realizado por el comandante Mayo Sibrián y con el apoyo del comandante y líder de las FPL, Leonel González (Salvador Sánchez Cerén) desde el periodo de 1986 hasta el año 1991.
El frente paracentral de la guerrilla del FMLN, lo conformaban parcialmente los departamentos de La Paz, Usulután y principalmente el departamento de San Vicente (Volcán de San Vicente y los cerros de San Pedro) en El Salvador, sirviendo de puente entre el frente central y el frente oriental durante la guerra civil salvadoreña. Desde los años 70 hasta 1983, el líder de las FPL fue su fundador Cayetano Carpio, pero tras su suicidio; quedó al mando Salvador Sánchez Cerén, apoyado para ejercer como líder máximo de las FPL, desde 1983 hasta el final de la guerra en 1992.
En el año 1986 el comandante a cargo del frente paracentral Pablo Parada Andino (Comandante Goyo) fue transferido al departamento de Chalatenango, y la cúpula de las FPL le pidió transferir el mando militar al comandante Mayo Sibrián, un sujeto disciplinado pero con un temperamento muy fuerte. Al recibir el frente Mayo empezó a analizar el entorno, en ese momento el cansancio de guerra en las filas era evidente, casos de indisciplina, deserción y baja moral combativa se encontraba presente en todos los frentes de la guerra. Las condiciones de los guerrilleros eran muy duras, cuando al comandante Mayo le empezaron a salir operaciones fallidas, junto a los bombardeos aéreos y de artillería de las fuerzas armadas eran más precisos; el comandante Mayo tenía una obsesión irracional y especulativa sin fundamentos de que las autoridades salvadoreñas habían infiltrando a la guerrilla.
Esta obsesión era producto de un suceso en el cual fue arrestado en 1984 en Mejicanos, por miembros de la Policía Nacional donde fue torturado e interrogado y se asombro el nivel de información que tenía la inteligencia policial, a tal grado que cuando fue liberado en un intercambio de rehenes, empezó a leer libros de historias sobre la CIA y novelas de ficción de espionaje, llegando incluso a recomendar libros a sus colegas.
Durante la guerra, su trastorno y desconfianza lo llevó a cometer asesinatos selectivos de colaboradores y combatientes, y con el pasar de los meses empezó incluso a exterminar unidades y pelotones completos. Organizaciones como el ERP y el PRTC presionaron a Sánchez Cerén para aclarar los hechos y detener las matanzas. En 1987 se le pide al comandante Goyo regresar al frente paracentral a realizar una investigación profunda, entrevistaron a todos los mandos, combatientes y colaboradores. También, solicitó reportes y explicación por las matanzas realizadas al comandante Mayo. El resultado fue dantesco, cientos de personas inclusive mujeres habían sido torturadas, ahorcadas, degolladas y asfixiadas por Mayo y su equipo por razones sin fundamento, incluso pelotones enteros. El comandante Goyo consternado regreso a Chalatenango e informo su investigación al jefe de las FPL el comandante Leonel (Salvador Sánchez Cerén). Cuando término de explicarle los macabros hechos sucedidos y pidió enjuiciar a los responsables, Leonel le respondió de manera fría: ¨Mayo es uno de los fundadores del grupo y es mi amigo, y esta investigación quedará a discreción¨. A esa fecha de finales de 1987 las personas exterminadas hasta el momento eran más de 700 miembros y colaboradores. Durante los siguientes años el frente paracentral se fue reduciendo drásticamente y el número de asesinados fue incrementándose con apoyo del alto mando de las FPL liderada por Salvador Sánchez Cerén, hasta sobrepasar más de 1000 personas, entre ellos mujeres, comandantes, campesinos, estudiantes, colaboradores, etc. En abril de 1991 el frente paracentral quedó reducido a 12 miembros en la base del volcán de San Vicente.

### Periodismo en la guerra
El periodismo en El Salvador tuvo que adaptarse a la guerra civil, ya que eran periodos de crisis, en el cual el papel ideal que debía tener un periodista era denunciar las injusticias que se enfrentaban, sin embargo no todos cumplían ese papel debido a la censura de información y otros riesgos que corrían. Los medios de ese entonces (prensa, radio y televisión) tenían que adaptarse y contar la historia como podían, no como debían.
El periodismo de guerra se caracterizaba por tener hechos visuales que hablaban por sí mismos, sin necesidad de análisis, constatación de datos, ni de fuentes. La guerra determinó la forma en que trabajaban los periodistas, ya que los riesgos a los que estos se enfrentaban eran distintos de acuerdo con el medio para el que trabajaban o las zonas en las que hacían cobertura. En varias entrevistas realizadas a periodistas que trabajaban en la época de guerra, es destacable que la mayoría coinciden en que ellos y sus colegas periodistas se caracterizaban por ser osados, atrevidos y mayormente empíricos; ellos debían de contrarrestar la información que el Comité de Prensa de la Fuerza Armada (COPREFA) transmitía con la que otros medios, como la Radio Venceremos emitían.

##### Retos del Periodista de Guerra
El periodista de guerra debió adaptarse a las situaciones que afrontaba la sociedad salvadoreña, y a los diferentes retos que afrontaba. por ejemplo:
- Transportarse de un lugar a otro era bastante complicado, puesto que ambas partes de la guerra, se tomaban posesiones de tierra donde era difícil llegar.
- El equipo, ya que era difícil llevar de un lugar a otro, además la inseguridad tampoco permitía que llevaran el equipo adecuado.
- La censura de información, ya que muchos medios se autocensuraban por miedo a las represalias que podían tomar los dos bandos contra la información que se publicaría.

##### Medios importantes en la Guerra
La comunicación era clave en la guerra, ya que se necesitaban diferentes medios para transmitir las noticias que acontecían, ya fueran: ataques armados, toma de posesión de tierras, entre otros. Por esto, los medios más representativos en los tiempos de guerra.
- Diario Co Latino
- La Prensa Gráfica
- Radio Venceremos
- YSAX
- TCS (Canales 2, 4 y 6)
- TVES (El Salvador)
- Canal 12

## La paz
A los cuatro años del comienzo de esta guerra civil ambas partes notaron que por medio del camino de la violencia no conseguirían beneficio alguno, por lo que decidieron negociar la paz. Es en 1984 cuando es elegido como presidente el ingeniero José Napoleón Duarte que convoca a un primer encuentro como acercamiento a la paz. Este se lleva a cabo el 15 de octubre de 1984 en el municipio de La Palma, aquí se expresan por ambas partes la intención de un diálogo político, de esta reunión también hizo parte la iglesia, la cual ejercía una influencia considerable en la sociedad salvadoreña. Esta reunión tuvo como resultado la conformación de una comisión de cuatro delegados para explorar un acercamiento, posteriormente los negociadores se encontraron en la población de Ayagualo para una segunda reunión el 30 de noviembre del mismo año, el propósito de esta reunión era presentar las propuestas por parte de ambos lados y acordar el funcionamiento de una Comisión Especial que continuaría con el diálogo.

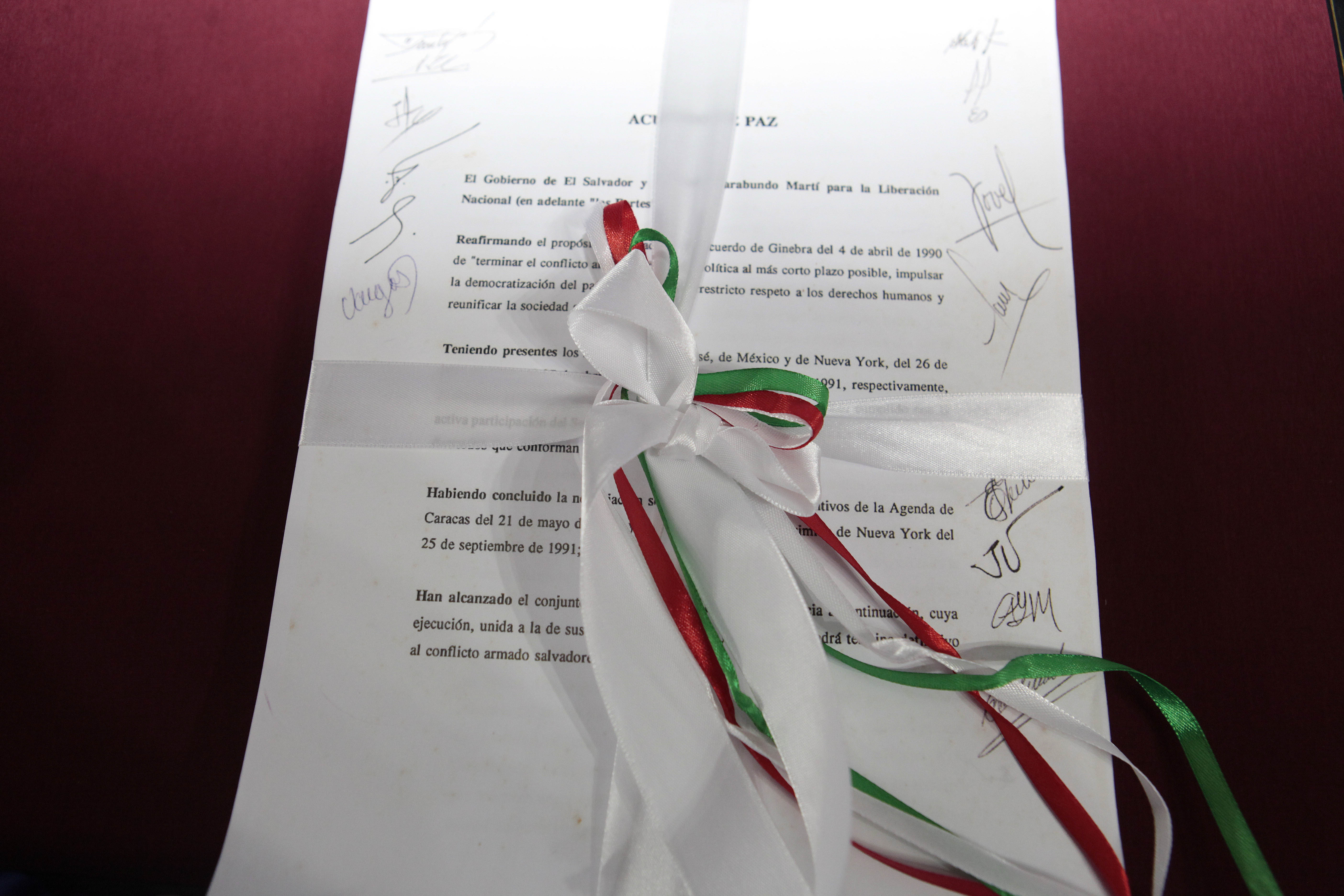
Los Acuerdos de Paz de Chapultepec 1992, que puso fin a la guerra civil de El Salvador.

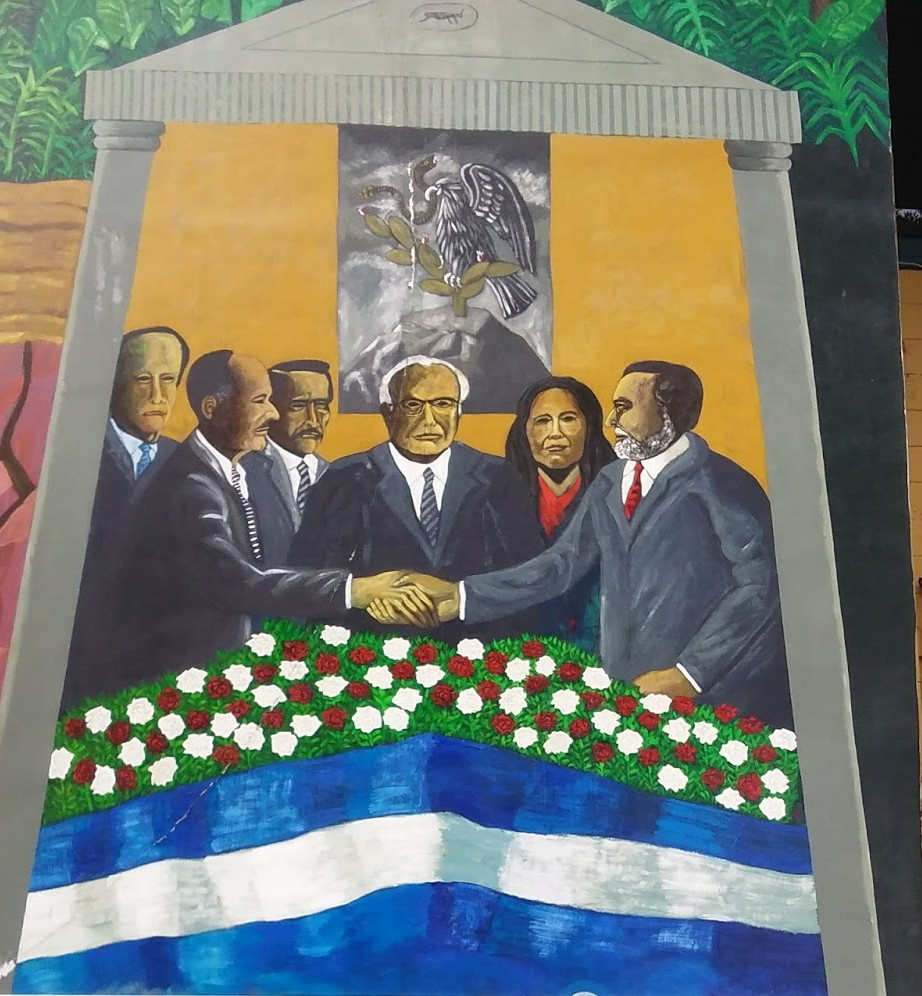
Mural del acuerdo de paz ubicado en el museo nacional en San Salvador; en la imagen el líder guerrillero Schafik Handal líder del FMLN y el presidente de El Salvador Alfredo Cristiani se estrechan la mano.

La propuesta del presidente se basaba en 4 puntos : Realizar una Asamblea General de amnistía para los delitos políticos, segundo la creación de un ejército de control para evitar cualquier abuso del poder, tercero la eliminación de los métodos de represión y por último la garantía de un espacio político seguro donde se promueva un sistema democrático pluralista y constitucional
Los intentos de Duarte por consolidar unas negociaciones de paz fueron fallidos., esto debido a dos obstáculos particulares que hicieron difícil la comunicación, primero la intromisión de Estados Unidos en la situación que no fue del agrado del FMLN-FDR, Ronald Reagan el entonces presidente de los americanos, envió ayuda económica militar al ejército de El Salvador, en segundo lugar la posición anticomunista de los sectores empresariales y militares del Salvador no estaban muy de acuerdo con entablar diálogos con el grupo guerrillero Es por esto que la comunidad internacional tuvo un gran papel dentro de la consolidación de este proceso, su apoyo fue fundamental, especialmente los países de la región latinoamericana. El Grupo Contadora y el Grupo de Apoyo buscaban una salida a los problemas que enfrentaba la región, ellos colaboraron a direccionar a El Salvador a su objetivo de alcanzar la paz y respetar los Derechos humanos, así nació la Declaración de Esquipulas I el 25 de mayo de 1986, en este mismo lineamiento estos países se reunieron nuevamente en agosto de 1987 y firmaron el acuerdo de Esquipulas II donde se comprometían a seguir trabajando en los problemas de la región, entre esos la consolidación de la paz en el Salvador.
Los acuerdos de Esquipulas solo tuvieron como resultado el reconocimiento político al poder llegar a un consenso sobre las medidas que debían ponerse en práctica para alcanzar la paz de la región centroamericana entre los países participantes, pero estos no fueron realmente eficientes debido a que no comprometían a los gobiernos a dar soluciones a los problemas estructurales, sino que más bien se enfocaron en crear condiciones para facilitar el diálogo.
Todo lo anterior fueron los últimos acercamientos de Duarte hacia la paz, debido a que en 1989 se dieron las siguientes elecciones presidenciales y el candidato vencedor fue el Licenciado Alfredo Cristiani, el cual contaba con el apoyo de los militares y de la derecha salvadoreña, para este mismo año, la comunidad internacional mostraba su apoyo al proceso de paz, lo cual estaba particularmente motivado por la caída del muro de Berlín y la conmoción de este hecho histórico. Fue elegido Presidente de la República con el 53.8% de los votos. Estados Unidos reduce a la mitad la ayuda militar prestada a El Salvador, tras la multiplicación de las presiones internas que se oponen a la continuación de esta ayuda por parte del gobierno de George H. W. Bush. En consecuencia, el gobierno salvadoreño se vio obligado a adoptar un enfoque diferente ante la insurrección. En su toma de posesión en junio de 1989, el presidente Cristiani llamó a un diálogo directo con el objetivo de poner fin a la década de conflictos entre el gobierno y los guerrilleros. En septiembre de 1989 se inició un proceso de diálogo que estableció reuniones mensuales entre los dos bandos, pero con pocos resultados, ya que el gobierno exigía un alto el fuego unilateral del FMLN como requisito previo para cualquier reforma, y las guerrillas estaban en desacuerdo sobre la actitud a adoptar.
Si bien su presidencia fue fundamental para la transición hacia la paz en El Salvador, también estuvo marcada por controversias, como el asesinato de seis sacerdotes jesuitas y sus colaboradoras en 1989, un evento que generó debates tanto a nivel nacional como internacional.
Para lograr que las partes se sentaran en la mesa de negociación, fue necesaria la intervención de la ONU en 1990, el 4 de abril de ese año se llevó a cabo la reunión en Ginebra donde oficialmente el gobierno salvadoreño aceptó la negociación con el FMLN, en el marco de un compromiso formal ante el Secretario General de la ONU como auspiciador de la negociación. Fue luego de 22 meses de diálogos que se presentó un borrador de los acuerdos, la principal discusión entre las partes radicaba en la reforma de las Fuerzas armadas, el esclarecimiento de todos los hechos ocurridos durante la guerra y las condiciones para el cese al fuego
No fue sino hasta elúltimo día de 1991 que se firmó el Acta de Nueva York donde se comunicó oficialmente la culminación de los diálogos y el cese del conflicto armado ONU certificó que ambos bandos habían cumplido con sus compromisos y los convocó a la firma de los Acuerdos de Paz de Chapultepec el 16 de enero de 1992 en el Castillo de Chapultepec, Ciudad de México, México. El ministro de defensa en la época del cumplimiento del Acuerdo de Paz fue el General Humberto Corado Figueroa .
Este acuerdo proponía la reestructuración de las Fuerzas Armadas salvadoreñas, con la reducción del número de efectivos y una depuración a nivel interno, no solo en las FF. AA sino también en la Policía Nacional, el Sistema Electoral y el Judicial. Con la creación de la nueva Policía Civil sería entrenada en una academia especializada separada de las fuerzas armadas. Así mismo, con el acuerdo se dio la organización de la Procuraduría para la Defensa de los Derechos Humanos. Por otra parte se les prometió a los exguerrilleros una distribución de tierras en las zonas de conflicto, así mismo garantías de participación políticas para ellos, donde una vez dejadas las armas podrían convertirse en partido político.
Es necesario mencionar que uno de los puntos más importantes del acuerdo, es la creación de una Comisión de la Verdad, la cual se encargaría de documentar todos los abusos que se cometieron en los años del conflicto. La Comisión de la Verdad se constituyó el 15 de julio de 1992 con la dirección del expresidente de Colombia Belisario Betancur, el ex canciller venezolano Reinaldo Figueredo y el juez Thomas Buergenthal, expresidente de la Corte I.D.H. La creación de la comisión fue fundamental para la implementación de la Justicia transicional y para la reparación hacia las víctimas del conflicto, los integrantes de esta comisión fueron escogidos por él ese entonces Secretario General de la ONU Javier Pérez de Cuellar, el papel de esta comisión no sería de carácter judicial, sino que solo daría recomendaciones para la reconciliación de las partes. Con el fin de no generar ninguna sensación de impunidad frente a la violación de los Derechos Humanos, se acordó que la comisión no investigaría solamente a aquellos crímenes cometidos por las fuerzas armadas si no todos los que fueran reportados.
En 1993 empezaron a circular fuertes rumores sobre una Ley de Amnistía que el gobierno estaría preparando para darle garantías a los perpetradores de crímenes graves, en especial a las fuerzas armadas, el gobierno argumentó esta decisión al decir que para consolidar la verdadera paz en el país era necesario un perdón absoluto de todas las partes involucradas. Los militares no querían ser señalados, y procesados por los crímenes cometidos mientras que el grupo exguerrillero tenía la oportunidad de vincularse a procesos de orden civil. Esta ley representó un bloque significativo para la justicia y la reparación en El Salvador, la cual perjudica a los sobrevivientes del conflicto y su derecho a la reparación
Finalmente, En 1997, Butros Butros-Ghali, Secretario General de Naciones Unidas, dio por finalizado el proceso de paz en El Salvador, señalando que si bien era cierto que no todos los acuerdos se habían cumplido en su totalidad, el grado de cumplimiento era aceptable.

## ONUSAL y el proceso de paz salvadoreño

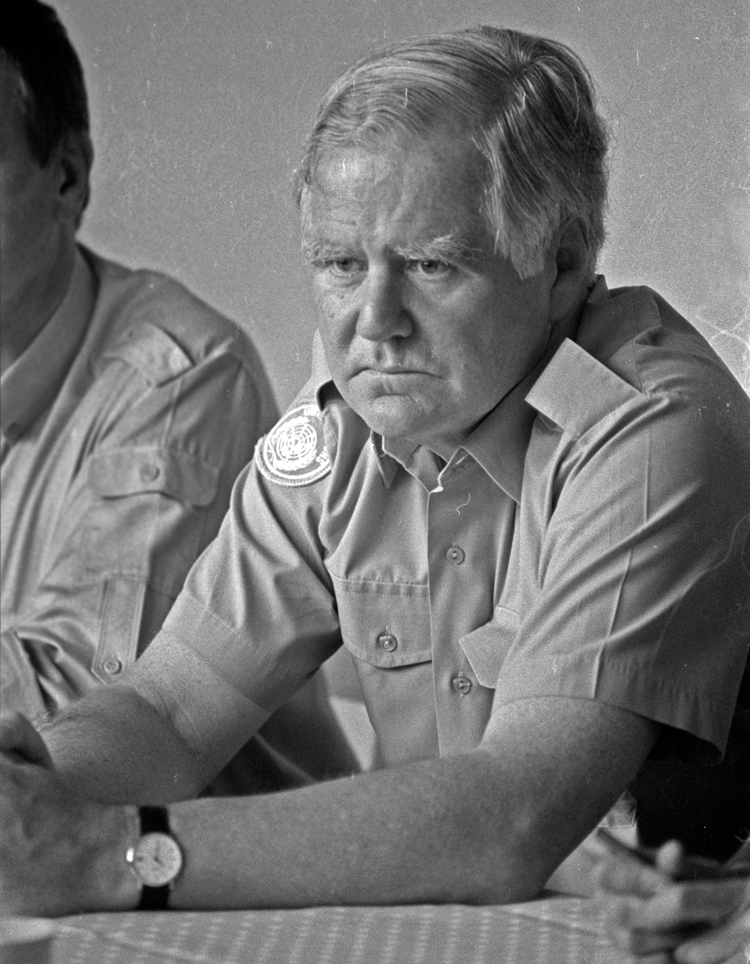
Marrack Goulding en Perquín, El Salvador, en 1992 como parte de Misión de Observación de las Naciones Unidas en El Salvador.

La situación en El Salvador en 1990-1991 se caracterizó por una continua Guerra Civil y esperanzas de paz que culminaron en intensas conversaciones patrocinadas por la ONU. Estos lograron un acuerdo de alto el fuego en una "Ley de Nueva York" de la víspera de Año Nuevo de diciembre de 1991, que amplió la "ONUSAL" original ("Grupo de Observadores de las Naciones Unidas en El Salvador") establecida Resolución 693 del Consejo de Seguridad, cuya misión limitada se restringió a monitorear los derechos humanos, y la convirtió en una nueva misión importante de verificación y observación de las Naciones Unidas. Contra desmovilización en Nicaragua proporcionó un precedente útil para la desmovilización de FMLN en El Salvador. Con la ONUSAL ampliada llegó el final de la ahora muy disminuida ONUCA, cuyo personal y activos se trasladaron rápidamente a El Salvador en enero de 1992.

Carnet oficial de desmovilizado del Frente Farabundo Martí para la Liberación Nacional, emitido por la Misión de Observadodres de la ONU (ONUSAL, el 25 de marzo de 1993.

ONUSAL difería de la ONUCA en un aspecto clave: la función policial. Un elemento clave en el proceso de paz salvadoreño fue que la desmovilización del FMLN iría acompañada de la desmovilización de ciertas unidades militares y policiales que se habían asociado con algunas de las violaciones más brutales de los derechos humanos de la guerra civil de diez años. Para reemplazar a las antiguas fuerzas de seguridad y policía, habría una nueva Policía Nacional que incluiría personal tanto de la antigua policía como del FMLN. Este personal tuvo que ser entrenado rápidamente, y esta era la función de la "División de Policía" de la ONUSAL, que incluía oficiales de Chile, México y Guyana, así como de varios países europeos. Los observadores militares de la ONUSAL en la "División Militar" incluyeron oficiales de España, Brasil, Canadá, Colombia, Ecuador, Irlanda, Suecia, India y Venezuela; Argentina proporcionó oficiales médicos y barcos de patrulla de la Marina Argentina. La actividad relativa de las diversas divisiones de ONUSAL se puede ver en sus fortalezas autorizadas: la División de Derechos Humanos incluyó aproximadamente 50 observadores, asesores legales y educadores; la División Militar fue autorizada 249, con 88 observadores adicionales desplegados para el período crítico de "separación de fuerzas" a principios de 1992; la División de Policía, con mucho la más grande, fue provista de 631 personas.
Aunque hubo problemas y retrasos en el calendario original elaborado en los acuerdos de Nueva York de 1991 y enero de 1992 de Ciudad de México, el proceso finalmente tuvo éxito, gracias en gran parte a la presencia de ONUSAL. Desde febrero hasta el 15 de diciembre de 1992, el FMLN se concentró en 15 campamentos bajo la supervisión de la ONUSAL, donde se desmovilizaron lentamente y entregaron sus armas para su disposición por la ONUSAL. Al mismo tiempo, las unidades clave de las fuerzas armadas salvadoreñas también se desmovilizaron y los oficiales identificados con violaciones de los derechos humanos fueron purgados del ejército. Al mismo tiempo, la antigua Guardia Nacional salvadoreña y la Policía del Tesoro se disolvieron y se creó la nueva "Policía Nacional Civil" (PNC) bajo un programa de entrenamiento de accidentes supervisado por la División de Policía de la ONUSAL. El proceso no estuvo exento de dificultades, y elementos de la policía y el ejército salvadoreños regulares, apoyados por elementos políticos de derecha, se resistieron al proceso.
ONUSAL fue terminada en la Resolución 991 del Consejo de Seguridad en abril de 1995.

## Consecuencias

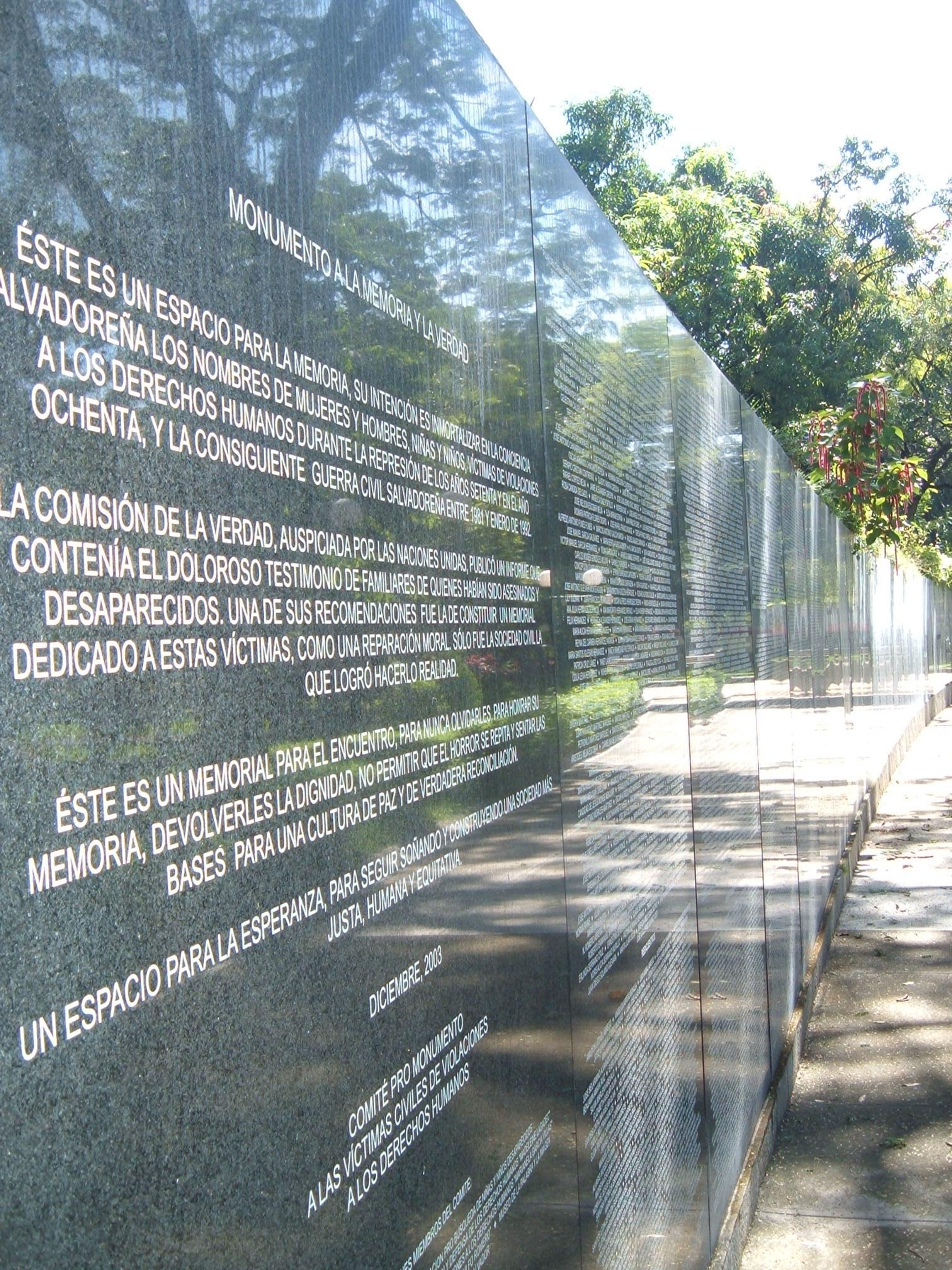
Monumento a la Memoria y la Verdad.

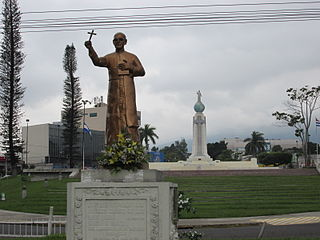
Monumento a Monseñor Romero en la Plaza Salvador del Mundo.

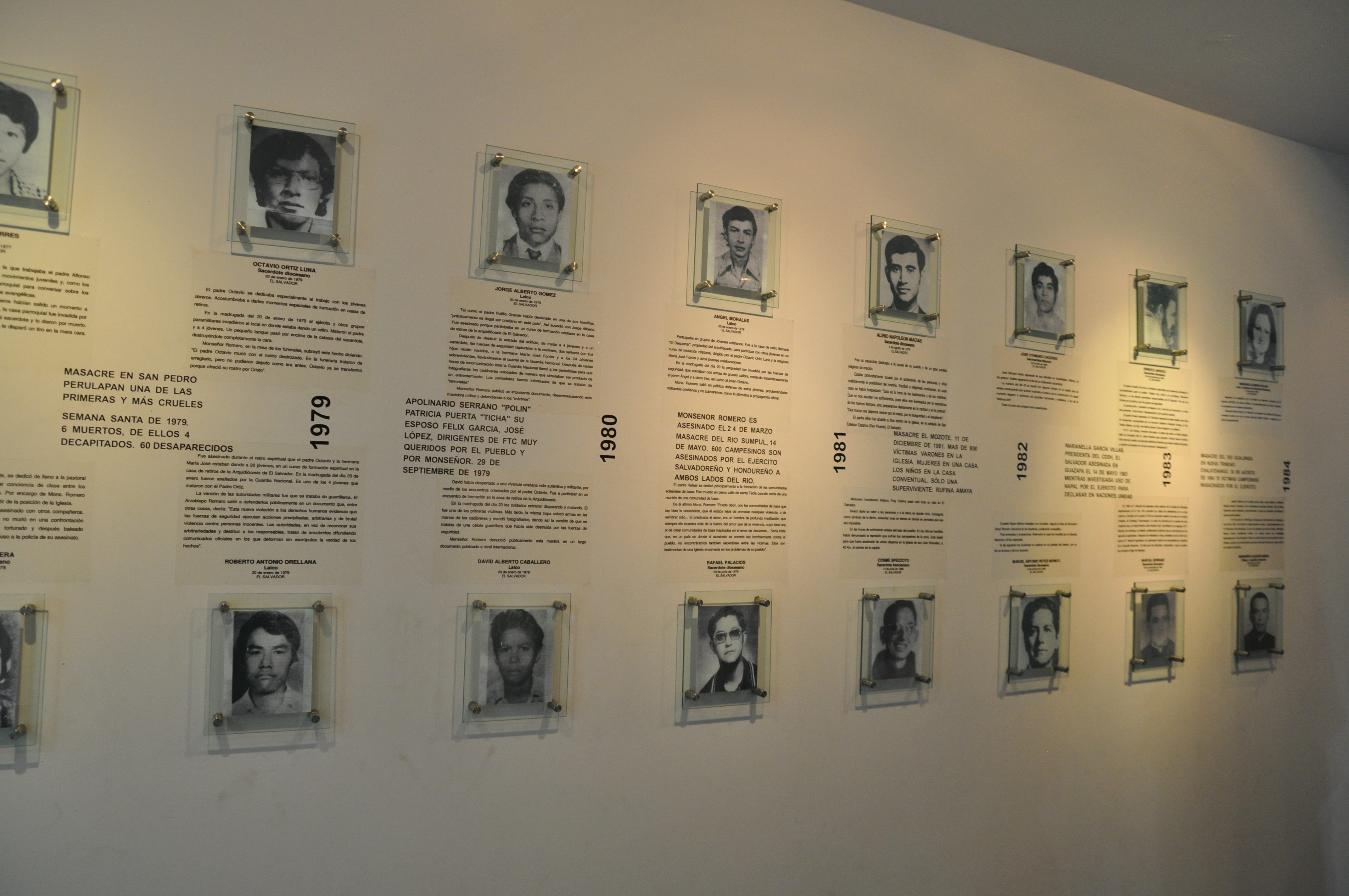
Sala de Mártires UCA (San Salvador, El Salvador.)

### Comisión de la Verdad
Al final de la guerra, la Comisión de la Verdad para El Salvador registró más de 22 000 denuncias de violencia política en El Salvador, que datan de entre enero de 1980 y julio de 1991, el 60 por ciento sobre asesinatos sumarios, el 25 por ciento sobre secuestro y el 20 por ciento sobre tortura. Estas quejas atribuyeron casi el 85 por ciento de la violencia al ejército Salvadoreño y solo a las fuerzas de seguridad. Las Fuerzas Armadas Salvadoreñas, que fueron apoyadas masivamente por los Estados Unidos (4600 millones de dólares en 2009), Fueron acusados en el 60 por ciento de las quejas, las fuerzas de seguridad (es decir, la Guardia Nacional, la Policía del Tesoro y la Policía Nacional) en el 25 por ciento, las escoltas militares y las unidades de defensa civil en el 20 por ciento de las quejas, los escuadrones de la muerte en aproximadamente el 5 por ciento y el FMLN en el 5 por ciento. La Comisión de la Verdad solo pudo recopilar una muestra significativa del número total de posibles quejas, habiendo tenido solo tres meses para recopilarla. El informe concluyó que más de 70.000 personas fueron asesinadas, muchas de ellas en el curso de una grave violación de sus derechos humanos. Más del 25 por ciento de la población fue desplazada como refugiado antes del tratado de paz de las Naciones Unidas en 1992.
Las estadísticas presentadas en el informe de la Comisión de la Verdad son consistentes con las evaluaciones anteriores y retrospectivas de la comunidad internacional y los observadores de derechos humanos, que documentaron que la mayoría de la violencia y la represión en El Salvador fue atribuible a agencias gubernamentales, principalmente la Guardia Nacional y el Ejército Salvadoreño. Un informe de Amnistía Internacional de 1984 declaró que muchas de las 40.000 personas asesinadas en los cinco años anteriores habían sido asesinadas por fuerzas gubernamentales, que abandonaron abiertamente sus cadáveres mutilados en un aparente esfuerzo por aterrorizar a la población.
El gobierno mató en su mayoría a campesinos, pero muchos otros opositores sospechosos de simpatía con la guerrilla: clérigos (hombres y mujeres), trabajadores de la iglesia, activistas políticos, periodistas, sindicalistas (líderes, base), trabajadores médicos, estudiantes y maestros liberales, y monitores de derechos humanos también fueron asesinados.. Los asesinatos fueron llevados a cabo por las fuerzas de seguridad, el Ejército, la Guardia Nacional y la Policía del Tesoro;: 308  Pero fueron los escuadrón de la muerte y paramilitares los que dieron al Gobierno la negación plausible y la rendición de cuentas por los asesinatos. Normalmente, un escuadrón de la muerte vestido con ropa civil y viajaba en vehículos anónimos (ventanas oscuras, matrículas en blanco). Las tácticas de los escuadrones de muerte incluyeron la publicación de listas de muertes de futuras víctimas, la entrega de ataúdes a dichas futuras víctimas y el envío a la persona objetivo de una invitación a su propio funeral. Cynthia Arnson, escritora de asuntos latinoamericanos de Human Rights Watch, dice: "el objetivo del terror de la escuadra de la muerte parecía no solo eliminar a los opositores, sino también, a través de la tortura y la horrible desfiguración de los cuerpos, aterrorizar a la población". A mediados de la década de 1980, el terror estatal contra los civiles se abrió con bombardeos indiscriminados de aviones militares, minas plantadas y el acoso del personal médico nacional e internacional. El autor George López escribe que "aunque las tasas de mortalidad atribuibles a los escuadrones de la muerte han disminuido en El Salvador desde 1983, las víctimas no combatientes de la guerra civil han aumentado drásticamente".
Aunque las violaciones del FMLN representaron el cinco por ciento o menos de las documentadas por la Comisión de la Verdad, el FMLN violó continuamente los derechos humanos de muchos salvadoreños y otras personas identificadas como partidarios de derecha, objetivos militares, políticos progubernamentales, intelectuales, funcionarios públicos y jueces. Estas violaciones incluyeron secuestros, atentados con bombas, violaciones y asesinatos. Se estima que la guerra dejó un saldo de 75 000 muertos, en su mayoría civiles. Si se tiene en cuenta que en la década de 1980 la población de El Salvador rondaba los 4.5 millones de habitantes, casi el 2 % de la población perdió la vida en el conflicto. Decenas de miles de personas resultaron heridas físicamente, como consecuencia de armas de fuego, explosiones, minas antipersonales, etc., y miles de ellos quedaron con mutilaciones que los incapacitaron de por vida. También otros miles resultaron con graves secuelas psicológicas (si se tiene en cuenta las violaciones a las que fueron sometidas muchas mujeres y las torturas y vejaciones que padecieron otros tantos hombres). Numerosos niños quedaron huérfanos de padre, madre o ambos. Por encima de lo anterior, también se implementó una política de perdón y olvido sobre esta y otras masacres, la cual continúa vigente, ahora adornada con homenajes propagandísticos que lo que menos pretenden es resarcir verdaderamente los derechos de las víctimas. El espectáculo pretende anular los problemas estructurales. A pesar de la derogatoria de la ley de amnistía, la pronta y cumplida justicia en casos de graves violaciones a derechos humanos cometidos antes y durante el conflicto armado sigue siendo una deuda pendiente. Lo anterior constituye una amnistía de facto que se sostiene con el silencio, la amnesia y la omisión de investigación histórica y judicial.
Datos aún conservadores revelan que entre 1974 y 1991 se cometieron más de 200 masacres en contra de la población civil por parte de los cuerpos de seguridad del Estado y los escuadrones de la muerte. Miles de víctimas de estos hechos aún continúan en espera de una justicia transicional que ha sido postergada por décadas. Las víctimas están inevitablemente ligadas a ese pasado. Los verdugos, por el contrario, tienen la posibilidad de olvidar para evadir sus culpas. Los responsables intelectuales y materiales de todas las masacres, cometidas por todos los grupos armados del pasado conflicto, siguen amparados en la impunidad histórica. El Estado sigue siendo responsable de estos crímenes de lesa humanidad y debe resarcir a las víctimas sus derechos vulnerados.
Este 2023 se cumple casi medio siglo del conflicto Armado. Por encima de la impunidad conviene traer al presente el recuerdo; el recuerdo como espacio de reflexión sobre el pasado. Parafraseando al historiador Marc Bloch, no podemos seguir ignorando, ocultando u olvidando este pasado porque se nos hará más difícil comprender el presente. Comprender la historia del tiempo presente también es parte de esa conexión con el pasado. La superación del perdón y del olvido dominante permitiría abrir una puerta para una verdadera reconciliación social.
Bajo tres arzobispos, Luis Chávez y González, Óscar Arnulfo Romero y Galdámez y Arturo Rivera y Damas, la arquidiócesis vio más de cincuenta años de un ministerio pastoral progresista influenciado por las corrientes del Concilio Vaticano Segundo y una tendencia eclesiástica latinoamericana que más tarde fue conocida como Teología de la Liberación. Los críticos interpretaron la defensa de los pobres por parte de la Iglesia como un fomento de una revolución socialista y apuntaron al clero para asesinarlo. Dos obispos, entre ellos el arzobispo Romero, fueron asesinados, así como veintiséis sacerdotes (incluido el padre Rutilio Grande Alfonso Navarro Oviedo Cosme Spessotto y Ignacio Ellacuría), tres monjas norteamericanas, sacerdotes españoles. innumerables catequistas y trabajadores de la Iglesia. Lo que le vale a El Salvador para ser el país del continente; donde más religiosos fueron asesinados por un régimen político durante la segundad mitad del siglo pasado.
Después de que la guerra civil llegara a su fin en 1992, Jon Cortina comenzó a escuchar informes de los refugiados de que muchos niños estaban desaparecidos, ya que sus cuerpos no estaban entre los muertos en las masacres. También escuchó rumores de los soldados de que algunos de los niños de estas aldeas habían sido llevados y más tarde "vendidos" a parejas sin hijos de los Estados Unidos y Europa que buscaban adoptar. Luego creó la organización Pro-Búsqueda (Para la búsqueda) para tratar de localizar a estos niños. La política del grupo no era recuperar a los niños, sino simplemente localizarlos para proporcionar a sus padres biológicos la comodidad de saber que sus hijos todavía estaban vivos. Inicialmente, simplemente usando técnicas de investigación estándar, la organización finalmente pudo usar el ADN para rastrear a los niños. La mayoría de ellos a través de la desaparición forzada por las fuerzas armadas salvadoreñas. A través de una investigación persistente, Pro-Búsqueda ha registrado cerca de mil casos documentados de niños desaparecidos en El Salvador y la organización ha podido reunir a cientos de niños con sus familias biológicas. Cientos más siguen sin ser contabilizados. 
Los daños materiales fueron cuantiosos. Puentes, carreteras, torres de transmisión eléctrica, etc., resultaron destruidos o severamente dañados; la fuga de capitales, la retirada del país o el cierre de innumerables empresas hizo que la economía del país se estancara durante más de una década. La reconstrucción de la infraestructura se ha prolongado hasta la actualidad.                                                                     Desde el punto de vista social, el costo también ha sido muy alto. La desmovilización de los excombatientes y su reinserción a la vida civil han sido una dura labor que aún continúa. Como consecuencia de la guerra, quedaron en manos de la población civil miles de armas de fuego, lo cual propició el surgimiento de las pandillas de jóvenes y adultos denominadas maras,[cita requerida] dedicadas a la delincuencia y al tráfico de drogas, y que han hecho de El Salvador uno de los países (con ausencia de guerra) más violentos del mundo. Por otro lado, cerca de 500 000 salvadoreños se vieron obligados a abandonar el país. La mayoría se radicó en California (Estados Unidos), donde los emigrados y sus descendientes se han convertido en una importante fuerza económico-laboral y las remesas de dinero que envían a sus familiares en El Salvador se han transformado en uno de los principales motores de la economía nacional.
Durante el conflicto armado se dio una economía de guerra, se experimentó un descenso acelerado de la actividad económica. Expresado en términos de Producto Interno Bruto, según la Comisión Económica para América Latina (CEPAL), entre 1970 y 1975, la economía nacional creció a una tasa promedio anual de 5,5 %, entre 1975 y 1980 al 1 %, en 1980 fue de -8,7 %, en 1981 de -8,6 %, en 1982 de 5,3 %, en 1983 de 0,7 %, en 1984 de 1,5 %, y en 1985 de 1,6 %. Esto trajo como consecuencia un descenso en la calidad de vida de las personas y aumento de la pobreza extrema. Así, en 1977, de un total de 800,000 familias, 254,000 se encontraban en pobreza extrema; mientras que en 1985, de 946,000 familias, 418,000 familias lo estaban.
En el plano político, el país inició un proceso de democratización. Desde el final de la guerra civil hasta ahora, las elecciones realizadas en El Salvador han sido monitorizadas por la ONU y otros organismos internacionales con el fin de asegurar la transparencia de los comicios. Las nuevas instituciones creadas como producto de los acuerdos de paz (Procuraduría para la Defensa de los Derechos Humanos, Policía Nacional Civil, etc.) pretenden garantizar el buen funcionamiento del sistema político y procurar la protección de todos los sectores de la sociedad. No obstante, la guerra ha dejado una gran polarización y resentimiento en la población salvadoreña, que han vuelto a la sociedad «poco solidaria, apática y harta de la política». Las divisiones políticas y económicas en juego en El Salvador durante la guerra civil fueron complejas, lo que a menudo es pasado por alto por los académicos y analistas ansiosos por reivindicar un lado u otro. Se necesita más investigación, por ejemplo, para arrojar luz sobre los salvadoreños que se resistieron como independientes políticos o como parte de coaliciones a favor de la democracia. Después de un seminario de historiadores en 2012 en la Universidad de El Salvador que conmemora el vigésimo aniversario de los acuerdos de paz, Michael Allison concluyó:
"La mayor parte del discurso de la posguerra ha sido impulsado por las élites que participaron en el conflicto, ya sea por parte de la guerrilla o del gobierno. No es que las perspectivas de estas personas estén equivocadas; simplemente es más saludable si son desafiadas o complementadas por puntos de vista externos".